# Liste der Straßenbrunnen im Berliner Bezirk Pankow
Die Liste der Straßenbrunnen im Berliner Bezirk Pankow ist eine Übersicht der aktuell (Stand: 31. Dezember 2017) existierenden Brunnen in den Ortsteilen des Bezirks.

## Einleitung
Ein grundsätzlicher Abriss über die Geschichte und Arten der Plumpen findet sich im zugehörigen Übersichtsartikel Straßenbrunnen in Berlin.

### Straßenbrunnen

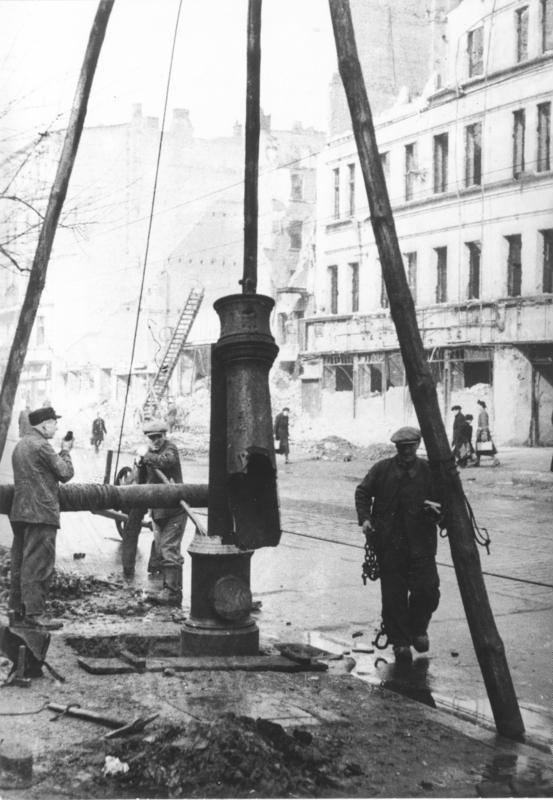
Berlin, März 1947: Nach dem strengen Winter 1946/1947 werden die eingefrorenen Pumpen wieder in Stand gesetzt.

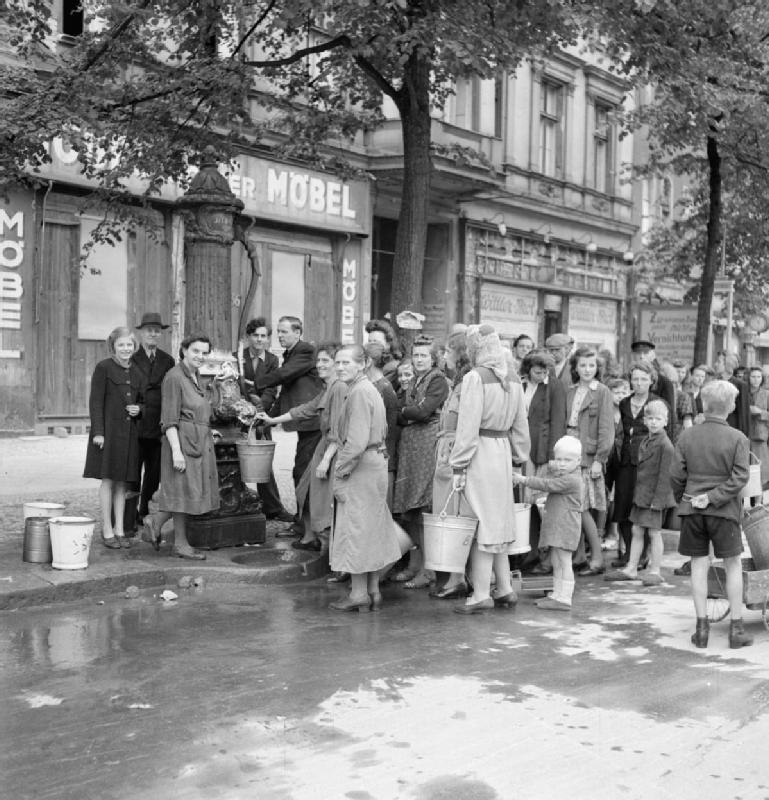
Wasserentnahme (zwischen 1939 und 1945)

An Berliner Straßen und Plätzen sind jene auch Plumpe genannte Straßenbrunnen als Notbrunnen aufgestellt. Bei der Bildung von Groß-Berlin 1920 wurde der Bezirk Prenzlauer Berg als Innenstadtbezirk einbezogen und die Verwaltungsbezirke Weißensee und Pankow entstanden aus Vororten und Gemeinden des Landkreises Niederbarnim. Mit der Verwaltungsreform von 2001 wurden diese drei Bezirke als (Groß-)Bezirk Pankow zusammengefasst. Eine Folge bestand darin, dass die Brunnennummerierung den Vorsatz „Pa“ für 59 Brunnen aus Pankow, „Pb“ für 46 in Prenzlauer Berg und „Ws“ für 28 aus Weißensee erhielten. Die Häufigkeit der Lauchhammerpumpen vorrangig in Prenzlauer Berg und jener mit dem PG-Wappenschild in Pankow geht auf diese Herkunft zurück. Die Krausepumpen kamen in allen Berliner Bezirken auf und seit den 1960er Jahren wurden einfache Pumpenzylinder mit Hebekolben (Modell Wolf) aufgestellt. Bei Bedarf kamen neue Quellorte auf und teilweise wurden Brunnen umgesetzt. Die Bezirksverwaltungen sind verantwortlich für die Pumpen in ihren Bezirken.
In Vorbereitung der 750-Jahr-Feier Berlins wurden einige Lauchhammerpumpen instand gesetzt und (in notwendigen Teilen) nachgebaut. Den Nachbau für den Bezirk Pankow führten die Firma Beyte Modellbau und der VEB Kunstschmiede Berlin aus. Dies ist auf der dem Austrittsrohr gegenüberliegenden Platte vermerkt. Die Jahreszahlen 1894 und 1987 sind als erhabener Schriftzug mitgegossen worden.
Mit dem Fall der Mauer und der Wiedervereinigung der Stadt war das Wassersicherstellungsgesetz (WasSG) für die Trinkwasser-Notversorgung auch für die Ostbezirke wirksam. Für eine Anzahl von Einwohnern im Karree wird darin auch die Anzahl der Notbrunnen festgeschrieben.

### Trinkbrunnen
In der Liste sind die ans Netz angeschlossenen Trinkbrunnen der öffentlichen Trinkwasserversorgung nicht aufgenommen. In Berlin sind dies rund 40 von den Wasserbetrieben gesponserte Trinkbrunnen in drei Typen – silbern aus Aluminium, blau aus Gusseisen sowie rustikal aus Holz. An das Trinkwassernetz der Berliner Wasserbetriebe angeschlossen, sprudeln sie permanent während der Brunnen-Saison im Sommerhalbjahr. Im Bezirk stehen zwei im Ortsteil Pankow am Rathaus- und am Garbáty-Center (Stand Ende 2017).

## Straßenbrunnen im Bezirk Pankow
Entsprechend der Auskunft des Bezirksamtes Pankow vom November 2019 stehen im Bezirk insgesamt 124 Brunnen, 2009 waren es 125. Für Trinkwasserzwecke nicht unmittelbar geeignet sind demnach 27 Standorte wegen chemischen und 27 wegen bakteriologischen Verunreinigungen. Für 2016 wurden aus dem Bezirksamt auf eine schriftliche Anfrage von 2017 104 funktionsfähige Brunnen genannt. Die unten folgende Liste (Stand 11/2019) enthält 134 Einträge, wobei abgebaute oder eingelagerte Straßenbrunnen auch erfasst sind. „Im Bezirk Pankow gibt es 136 Straßenbrunnen zur Notwasserversorgung, davon 31 Landesbrunnen und 105 Bundesbrunnen. Von diesen 136 Pumpen sind derzeitig (Stand 06/19) 105 funktionsfähig (21 Landes- und 84 Bundesbrunnen).“ In der Antwort auf eine Kleine Anfrage 2019 benennt das Bezirksamt entsprechend der Bemessungsgrundlage (1.500 Einwohner pro Brunnen) einen Bedarf von insgesamt 271 Straßenbrunnen mit einem zusätzlichen Bedarf von 135 Straßenbrunnen.
| Abk.  | Nr.  | Ortsteil                  |
| ----- | ---- | ------------------------- |
| Blanb | 0303 | Blankenburg               |
| Blanf | 0308 | Blankenfelde              |
| Buch  | 0309 | Buch                      |
| FrzBu | 0310 | Französisch Buchholz      |
| Heind | 0304 | Heinersdorf               |
| Karow | 0305 | Karow                     |
| Nieds | 0311 | Niederschönhausen         |
| Panko | 0307 | Pankow                    |
| Prenz | 0301 | Prenzlauer Berg           |
| Roset | 0312 | Rosenthal                 |
| StaMa | 0306 | Stadtrandsiedlung Malchow |
| Weißs | 0302 | Weißensee                 |
| Wilhe | 0313 | Wilhelmsruh               |

Die Liste ist nach Ortsteilen, Flurabstand des Grundwassers (im Jahr 2009) und Pumpenform sortierbar. Nicht näher erkennbare Grundstücksnummern sind in Klammern und teilweise mit vorgesetzten „#“ in der Adresse markiert. Die Zahlen an den Säulen wurden innerhalb der Alt-Bezirke (Pa=Pankow, Pb=Prenzlauer Berg, Ws=Weißensee) vor der Bezirksfusion vergeben und können sich so wiederholen. In der Beschreibung sind markante Umstände zusammengetragen, ergänzende Fotografien von November/Dezember 2017 sind nach Ortsteil gegliedert auf Wikimedia-Commons anzusehen.
Für den Bezirk Pankow sind 133 Standorte ([veraltet]Stand: 2017) in der folgenden Liste aufgeführt. Reparatur und Wartung liegen, wie berlinweit, beim bezirklichen Straßen- und Grünflächenamt. Alle Straßenbrunnen werden mit Muskelkraft und einem Schwengel betrieben, sie fördern oberflächennahes Grundwasser. Im Bezirk Pankow stehen dabei 109 „Bundesbrunnen“ und 24 „Landesbrunnen“ als Einrichtungen des Zivilschutzes. Bundesbrunnen liegen im Bestand der für Umwelt zuständigen Senatsverwaltung und werden durch das Bundesamt für Bevölkerungsschutz und Katastrophenhilfe (BBK) in Zusammenarbeit mit der Wasserbehörde geplant und ausgeführt. Nach der Drucksache 7/15418 gibt es im Bezirk 20 Landesbrunnen.
Eine aktuelle Standortbestimmung ergibt sich aus der Darstellung der Ergebnisse der Straßenbefahrung, die 2014/2015 vom Senat beauftragt wurde. Digital wurden danach die Straßenmöbel und Ausstattungszustücke ausgewertet und auf Kartenmaterial unter Geoportal des Landesvermessungsamtes dargestellt. Erreichbar ist das Kartenmaterial über den Link des Geoportals. Die für diesen Artikel wichtigen Kartendetails sind mit dem Suchwort „Straßenbefahrung 2014“ erreichbar und mit der entsprechenden Adresse zu suchen. Standorte der Straßenbrunnen sind mit einem blauen Quadrat markiert. Als Untergrund für die Darstellung kann verschiedenes Kartenmaterial ausgewählt werden. Der Überblick über die Standorte von Berliner Straßenbrunnen ist über eine OSM-gestützte Karte im Vergleich der WP-erfassten und der 2014 erfassten Plumpen zu erreichen.
Die Anzahl der aktiven Brunnen kann sich ändern. Beim Erstellen des Artikels 2017 wurden von den 133 Brunnen im Bezirk 29 Gehäuse mit dem Wappen PG festgestellt, 34 vom „Modell Wolf“ bzw. „BK-85“ waren zusammengeflanscht und sechs zusammengeschweißt aus drei Zylinderteilen, 31 Kolbenmechaniken sind mit einteiligem Pumpenzylinder umgeben. 22 Gehäuse stammen (noch) aus der Neusalzer Firma Krause GmbH und acht sind (teilweise aufgearbeitete) Lauchhammerpumpen, die vier im Umfang stärkeren Säulen (Typ „Neue Krause“) mit zwei Teilen sind in anderen Bezirken häufiger. Im Bezirk stehen zwei der neuen sechseckigen, prismatischen Gehäuse, von denen das am Herthaplatz das neue (Groß-)Pankower Wappen (von 2009) als Schild. Zwei Brunnenstandorte sind stillgelegt, die Brunnen vorübergehend entfernt und eingelagert, hinzu kommen Sonderformen.
Im November/Dezember 2017 wurden die in der Brunnen-Liste notierten Fakten und Bilder gesammelt. Die Brunnen werden jährlich zweimal kontrolliert, in deren Ergebnis Angaben zum Trinkwasser oder andere Daten sich ändern. Im Bedarfsfall sollte individuell der zeitgerechte Zustand jeweils vor Ort festgestellt werden. So wurde auf Zuschaueranfrage der Brunnen 40 in Prenzlauer Berg reklamiert und vom rbb in der Abendschau Ende Juni 2019 mit dem Amtsleiter gesprochen, der die hohen Kosten einer Reparatur nannte. Dennoch war der Brunnen spätestens einen Monat später wieder betriebsbereit und förderte nach einigen knackenden Pumphüben Grundwasser. Andererseits zeigte die Braunfärbung wegen Rostanfall (Übergang von Eisenionen), dass trotz der heißen Tage (Ende Juli 2019) die Nutzung durch Anwohner nicht sehr intensiv war. Offensichtlich klemmte der Kolben in der Wolfsäule noch.
Aus der Antwort auf eine Kleine Anfrage vom Mitglied der Bezirksverordnetenversammlung Gregor Kijora vom Juli 2019 ergibt sich, das im Bezirk 136 Straßenbrunnen zur Notwasserversorgung (31 Landesbrunnen und 105 Bundesbrunnen) vorhanden sind. Mitte 2019 waren davon 105 funktionsfähig. Auf Grund der empfohlenen Bemessungsgrundlagen von 1500 Einwohnern pro Brunnen wurde der Bedarf mit insgesamt 271 Straßenbrunnen angegeben. Für den Neubau eines Brunnens werden 30.000 Euro kalkuliert. Jedoch ist nach Aussage des BBK ein Neubau von Bundesbrunnen nicht vorgesehen und für Landesbrunnen sind beim Senat keine Finanzmittel geplant. Im Rahmen der Planung und Umsetzung für die 2020er Jahre wurde bei allen Bezirken der Bedarf ermittelt. Die Nachfrage in den einzelnen Bezirken wurde durch Rückfragen von Mitgliedern des Abgeordnetenhauses, aber auch durch Aktivitäten von Bezirksverordneten im Jahre 2019/2020 befördert.
| Ortsteil      | Name       | Adresse Lage                              | Form                                 | Flurabstand | Jahr | Bild, Anmerkungen |
| ------------- | ---------- | ----------------------------------------- | ------------------------------------ | ----------- | ---- | --- |
| Panko         | Pa01       | Schonensche Straße 34 Lage                | Gehäuse mit Wappenschild             | 10–15 m     | 1925 | Der Straßenbrunnen 1 im Ortsteil Pankow steht am Straßenrand an der Nordseite der Schonenschen Straße gegenüber vom Wohnhaus 9. Der Standort vor dem Haus Nummer 34 liegt 10 Meter von der Nordwestecke der Straßenkreuzung mit der Trelleborger Straße, dabei ist die Schonensche Straße die Grenze vom Ortsteil Pankow zum Ortsteil Prenzlauer Berg. Die Pumpe mit dem Wappenschild stand frühzeitig am Rand der Bebauung von Pankow-Süd. Der Abfluss des Pumpenwassers erfolgt in einen Tränkstein, der in der Bordsteinkante unmittelbar eingefügt ist. Anzumerken ist zudem, dass neben der Pumpe auf dem Quellrohr eine Metallplatte von 80 mal 50 Zentimetern liegt, die (wohl) den Inspektionsschacht abdeckt. Solche Einstiege fehlen an anderen Straßenbrunnen überwiegend. Oberhalb des als Fisch gestalteten Ausflussrohrs befindet sich das rot umrandete Hinweisschild „Kein Trinkwasser“. |
| Panko         | Pa02       | Thulestraße 48 Lage                       | Krausebrunnen                        | 10–15 m     | 1930 | Der Brunnen steht an der Südseite der Straße am Rand des Grundstücks 48 (Kita Wichtelhaus). [veraltet]Auf dem im Sommer 2017 beräumten nach Osten liegenden Gelände sind Wohnbauten anstelle des 2015 abgerissenen Kinderwochenheims Hans Beimler und der zugehörigen Sozialhäuser vorgesehen. Das Eckgrundstück Thule-/Neumannstraße, vor dem der Straßenbrunnen 2 steht, ist für ein Appartementhaus vorgesehen. Der Ablauf unter dem Brunnen ist mit einem Tränkstein versehen, wie er ehemals zum Tränken von Pferden aufgestellt war. Der Abfluss führt weiter über eine Rinne im Bordstein ins Straßengerinne. An der abgewandten Seite befindet sich eine Abdeckplatte über einem Inspektionsschacht. Wegen der vorherigen Hufeisennummerierung der Thulestraße (früher Kaiser-Friedrich-Straße) trug das Grundstück an der Pumpe die Hausnummer 21. Die Pumpe entstand in der Firma Krause aus Neusalz an der Oder, sie unterscheidet sich von den in Pankow aufgestellten mit Wappenschild. Das Grundstück 21–29 (Neumann- bis Talstraße) gehörte Mitte der 1920er Jahre der Engelhardt-Brauerei. Oberhalb vom Ausflussrohr befindet sich das Hinweisschild „Kein Trinkwasser“. |
| Panko         | Pa03       | Hallandstraße 5 Lage                      | Gehäuse mit Wappenschild             | 4–7 m       | 1925 | Der Brunnen steht im Viertel Pankow Süd 50 Meter von der Berliner Straße entfernt; er hat ein als Fisch geformtes Ausflussrohr zum Tränkstein, der zwischen den Bordsteinen eingepasst ist. Neben der Pumpenanlage ist eine metallene Abdeckplatte auf dem Kleinpflasterstreifen des Gehwegs vorhanden. Die Pumpe selbst gehört in der Form zu den im Ortsteil mehrfach vorhandenen Brunnen mit Fisch- und Wellenmotiven und dem charakteristischen Wappenschild „P/G“. Der obere Abschluss ist mit einer Flammenschale geschmückt. Seitwärts ist am Pumpenschaft ein Dämpfungselement angefügt, gegen das der Pumpenschwengel schlägt. Oberhalb des Fischs ist das weiße Schild „Kein Trinkwasser“ angebracht. |
| Panko         | Pa04       | Andreas-Hofer-Platz Lage                  | Gehäuse mit Wappenschild             | 7–10 m      | 1930 | Der Straßenbrunnen 4 steht im Tiroler Viertel an der Westseite des Andreas-Hofer-Platzes zur Brixener Straße. Der Standort auf einem Rasenstreifen ist 45 Meter von der Südostecke Brixener/Tiroler Straße entfernt. Die Pumpe besitzt das Wappenschild und den Fisch als Verkleidung für das Austrittsrohr. Der Tränkstein ist mit einer Ausbuchtung am Abfluss in die Bordsteinkante eingelassen. Der Brunnen für den Katastrophenschutz ist vom Gesundheitsamt mit „Kein Trinkwasser“ (roter Rand am Schild) gekennzeichnet. Die Anlage steht auf einer Bodenfläche mit Kleinpflaster, auf der sich ebenfalls die Abdeckplatte des Quellschachts befindet. Die Aufstellung des Brunnens ist spätestens in den 1930er Jahren erfolgt. Dazu ist anzumerken, dass die Fläche des Schmuckplatzes Ende der 1940er Jahre als Trümmerberg aufgeschüttet wurde. Von den Anwohner „Brennerberg“ genannt, wurde der Park neu gestaltet. Dabei ist die Situation des Straßenbrunnens nicht beeinflusst worden. |
| Panko         | Pa05       | Tiroler Straße ggü. 68 Lage               | Gehäuse mit Wappenschild             | 10–15 m     | 1930 | Im Tiroler Viertel steht der Straßenbrunnen Nr. 5 mit Wappenschild gegenüber vom Haus 68 an der Tiroler Straße. Der Brunnen hat seinen Standort in Höhe der Einfahrt zu den nördlichen Reihenhäusern Tiroler Straße 59–65 (ungerade). Dieser Straßenbrunnen besitzt eine Fischfigur als Verkleidung des Austrittsrohres, das „PG“-Wappenschild, eine Flammenschale als oberen Abschluss und einen in den Bordstein eingelassenen Tränkstein. Zur Wartung des Brunnens gehört die mit einem Karreemuster versehene Schachtabdeckplatte, auf dem Kleinpflaster zwischen dem Straßenbaumrand eingepasst. |
| Panko         | Pa06       | Zillertalstraße 11 Lage                   | Gehäuse mit Wappenschild             | 4–7 m       | 1935 | Im Tiroler Viertel findet sich auch der Straßenbrunnen Nr. 6: am Straßenrand vor dem Wohnhaus Zillertalstraße 11. Von der Erstaufstellung ist der Tränkstein vorhanden, allerdings ist er hier mit der gebogenen Seite zum Gehweg eingefügt. Die Überflussrinne befindet sich dann an der glatten Seite. Der Brunnen besitzt das Wappenschild P*G und das Auslaufrohr ist als Fisch verkleidet. Auch befindet sich unmittelbar neben dem Brunnen im Kleinpflasterstreifen die Abdeckplatte des Schachtes. Der Brunnenstandort ist 100 Meter von der Trienter und 150 Meter von der Kreuzung Brixener Straße entfernt. Die Häuserreihe an der Nordseite wurde um 1935 erbaut, zuvor bestand eine Kleingartenkolonie hier. Die an der Südseite vorhandene Querbebauung erfolgte erst in den 1960er Jahren. |
| Panko         | Pa07       | Masurenstraße 8 Lage                      | Gehäuse mit Wappenschild             | 20–30 m     | 1930 | Der Straßenbrunnen steht 15 Meter von der Nordostecke der Mühlenstraße gegenüber vom Heinz-Knobloch-Platz. Das Wohnhaus hinter dem Vorrasen hat die Adresse Masurenstraße 8. Der Brunnenschaft mit Wappenschild besitzt den Fisch als Verkleidung des Wasseraustritts, den ausgebuchteten Tränkstein am Straßenrand und die Schachtabdeckung. Auf dem Straßenbegleitgrün ist die Fläche um die Anlage herum gepflastert. Am Schaft über dem Fisch ist das weiße Schild „Kein Trinkwasser“ angebracht. Der Brunnen ist mit kein Trinkwasser markiert. |
| Panko         | Pa08       | Binzstraße 28 Lage                        | Gehäuse mit Wappenschild             | 20–30 m     | 1975 | Der Brunnen steht im Kissingenviertel vor dem Wohnhaus Binzstraße 28, vor einer fünfgeschossigen Nachkriegshauszeile der 1970er Jahre und so 15 Meter von der Westecke zum Zellinger Weg. Der Brunnen steht auf einer Kleinpflasterfläche am (2017) Baustreifen der Straße und besitzt einen runden (halboffenen) Rost als Ablauf für den Wasserüberlauf. Bis in die 1940er Jahre befanden sich an dieser Stelle unbebaute Flächen. |
| Panko         | Pa09       | Pichelswerder Straße Lage                 | Lauchhammerpumpe Typ II              | 2–3 m       | 1990 | Der Brunnen Nummer 9 des Alt-Bezirks Pankow steht an der Westseite der Pichelswerder Straße, 10 Meter zur Straßenmündung in die Wollankstraße. Das nächst stehende Wohnhaus ist Wollankstraße 12. Der obere Abschluss der kannelierten Säule ist ein mit kleinen Schilden markierter Kegel und ein Blütensymbol an der oberen Spitze. Bis zum als Drachenkopf ausgeführten Ausfluss ist es ein viereckiger Sockel mit halbrunden Platten im Sockelbereich und kleinen Drachenköpfen an den anderen drei Seiten. Dieser Untersockel ist auf dem Quellstandrohr angebracht und viereckig verkleidet. |
| Panko         | Pa10       | Neue Schönholzer Straße 3 Lage            | Gehäuse mit Wappenschild             | 2–2,5 m     | 1925 | Der aus Gusseisen ausgeführte Notfallbrunnen 10 steht gegenüber vom Rathaus Pankow vor dem Wohnhaus Neue Schönholzer Straße 3. Der klassizistische Brunnen ist mit Wappenschild und aufgesetzter Flammenschale geschmückt. An diesem Standort existiert kein Tränkstein und (wohl) kein Inspektionsschacht. Mit dem Rathaus waren auch die Wohngebäude an der westlichen Straßenseite seit den 1900er Jahren bebaut. |
| Panko         | Pa11       | Breite Straße ggü. 15 (Markt) Lage        | Gehäuse mit Wappenschild             | 3–4 m       | 1990 | Der Brunnen 11 steht auf der Mittelpromenade in der Breiten Straße am Westende des vom Wochenmarkt genutzten Teils. Der Straßenbrunnen ist mit „Kein Trinkwasser“ markiert; er hat die für Pankow typische Form mit viereckigem Sockel und zylindrischem Kolbenschaft, dem Fisch als Auslaufrohr und einer Flammenschale als Aufsatz. Für 2020 ist eine Reparatur des Pumpwerks vorgesehen. Der Brunnen ist als Landesbrunnen zugeordnet und dient damit vorrangig dem Zivilschutz. |
| Panko         | Pa12       | Breite Straße 43 Lage                     | Gehäuse mit Wappenschild             | 20–30 m     | 1930 | Der Notwasserbrunnen 12 steht in der östlichen Breiten Straße vor dem Haus Nummer 43 (Villa Eden, bis 1990 Kulturhaus Pankow). die „Villa Bönniger“ befand sich 1906 im Besitz des Architekten Paul Ueberholz, der 1908 die Villa an Josef Garbáty verkaufte. Es handelt sich um den pankowtypischen klassizistischen Typ mit Wappenschild, Fisch als Auslaufrohr und Flammenschale als oberer Abschluss. Ein Hinweisschild „Kein Trinkwasser“ fehlt. Unter dem Auslaufrohr am Fischmaul befindet sich ein rechteckiger Tränkstein, der im Kleinpflaster eingebettet ist und eine Rinne im Bordstein führt. |
| Nieds         | Pa13       | Am Schloßpark (nahe 4) Lage               | Gehäuse mit Wappenschild             | 2–2,5 m     | 1990 | Die Handpumpe steht im Ortsteil Niederschönhausen an der Straße Am Schloßpark / Ecke Ossietzkystraße. Die gusseiserne Pumpe vom Pankow-Typ mit Fisch als Auslauf, einem Wappen „PG“ und einem Flammenbecher am Säulenkopf steht am Parkeingang und somit in Niederschönhausen (Das Straßenland Ossietzkystraße gehört zum Ortsteil Pankow). Unterhalb des Wasseraustritts am Fischkopf befindet sich ein rechteckiger Tränkstein mit ovalem Flachbecken. Dessen Abfluss führt über einen gepflasterten Streifen, der innerhalb des Kleinpflasters am Straßenrand zum Parkeingang eingebettet ist. Unter dem Austrittsrohr an der Plinthe der Pumpensäule gibt es die Inspektionsöffnung auf dem Standrohr. Eine Abdeckplatte eines Schachtes ist nicht am Brunnensockel. Die Hinweistafel auf ein Trinkwasserverbot existiert nicht. |
| Nieds         | Pa14       | Homeyerstraße 17 Lage                     | einteilige Säule                     | 2,5–3 m     | 1960 | Der Pankower Notwasserbrunnen Nummer 14 steht als einteiliger Pumpenzylinder mit dem Kolbengestänge im Inneren und einem einfachen Auslaufrohr vor dem unbebauten Grundstück Homeyerstraße 17 im (vormaligen) „Dichterviertel“. Zwischen den Gehwegplatten und dem Bordstein befindet sich die Pumpe auf dem Randstreifen auf einer Betonfläche. Das Wasser des Pumpenüberlaufs geht in einen Abfluss mit halber Rostfläche und dann (wohl) in die Straßenentwässerung. |
| Nieds         | Pa15       | Pankower Straße 14 Lage                   | einteilige Säule                     | 3–4 m       | 1970 | Der Standort befindet sich vor dem Flachbau des Pflegewohnheims „Dr. Günter Hesse“ unmittelbar an der Versorgungsstraße im Vorgarten vom Straßenland getrennt. Er steht 60 Meter von der Ecke der Grumbkowstraße und trägt das weiße schaarz umrandete Hinweisschild „Kein Trinkwasser“ in Augenhöhe. Der Pumpenschaft ist zylindrisch mit der am Ansatzstück angeschraubten kurzen Auslauftülle. Von da fließt ungebrauchtes Wasser in einen quadratischen Tränkstein mit dem Abfluss über die Wegekante. |
| Nieds         | Pa16       | Karower Straße ggü.4 Lage                 | einteilige Säule                     | 3–4 m       | 1970 | Der Notwasser-(Straßen-)Brunnen Nummer 16 steht an der Karower Straße gegenüber vom Wohnhaus 4 am Straßenrand. Die Pumpe steht auf dem Baumstreifen und ist da auf das Quellrohr aufgeschraubt und mit seinem runden halboffenen Ablaufrost in eine Reihe Gehwegplatten und Kleinpflastersteinen zur Bordsteinkante eingesetzt. An der Säule befindet sich das Hinweisschild „Kein Trinkwasser“. |
| Nieds         | Pa17       | Rolandstraße 99 Lage                      | einteilige Säule                     | 2–2,5 m     | 1990 | Der Notwasser-(Straßen-)Brunnen Nummer 17 steht am Straßenrand der Rolandstraße zwischen Siegfried- und Klothildestraße. Der Standort befindet sich vor der Grünfläche zwischen den zum Straßenlauf querstehenden Häuserzeilen Rolandstraße 98a–98f und 99a–99f und somit 12 Meter von der Einfahrt zu den 98er Häusern. Die Pumpensäule mit dem runden, halboffenen Rost unter dem kurzen Auslaufrohr steht auf einer gesonderten Betonfläche des 2,5 m breiten Fußwegs. Der ansonsten mit Steinplatten belegte Gehweg liegt zwischen der Quer-Parkfläche und der Heckenzone vor der Grünflächen zwischen den fünfgeschossigen Q3A-Häuserzeilen. Das Hinweisschild „Kein Trinkwasser“ ist oberhalb der Tülle angebracht. |
| Nieds         | Pa18       | Waldstraße (77/)78 Lage                   | Gehäuse mit Wappenschild             | 3–4 m       | 1990 | Diese Pumpe mit Wappenschild „PG“ steht an der westlichen Straßenseite zwischen Kuckhoffstraße und Fritz-Erpenbeck-Ring gegenüber von Waldstraße 15. Er steht auf dem kleingepflasterten Randstreifen des Gehwegs an der Grünfläche Intelligenzberg, die allerdings nicht als Waldstraße 77/78, sondern als Grundstück Kuckhoffstraße 36 adressiert ist. Der Standort liegt 15 Meter von der Ecke Wald-/Kuckhoffstraße und über die Straße zum Grundstück Waldstraße 15. Neben dem Wappenschild ist der Fisch als Verkleidung der Auslauftülle und die Flammenschale als oberer Abschluss kennzeichnend. Das Kein-Trinkwasser-Schild mit schwarzer Umrandung befindet sich in Höhe des Auslaufs an der Fläche der sechseckigen Säule zum Gehweg hin. Die Pflasterung am Gehwegrand ist auf die Säule und den runden, halboffenen Abfluss abgestimmt. Das Aufschlagelement mit dem Dämpfungsgummi für den Pumpenschwengel fehlt. |
| Nieds         | Pa19       | Eichenstraße 57 Lage                      | Krausebrunnen                        | 2–2,5 m     | 1970 | Der Notwasser-(Straßen-)Brunnen Nummer 19 steht am südlichen Straßenrand der Eichenstraße etwa 15 Meter von der Ecke Waldstraße. Der Standort befindet sich in der Eichenstraße vor der Grünfläche des Grundstücks Nr. 57. Diese Fläche ist als Waldstraße 67 adressiert. Der Brunnenkörper ist eine Krausepumpe, die in den 1920er Jahren von der Firma Krause GmbH Neusalz a.d.Oder hergestellt wurden. Die Brunnensäule (auf dem Quellstandrohr) und der davorliegende runde halboffene Abfluss befinden sich auf der Betonfläche im grünen Randstreifen zwischen Gehwegplatten und Bordstein. |
| Nieds         | Pa20       | Körnerstraße 19 Lage                      | einteilige Säule                     | 3–4 m       | 1990 | Der Brunnen Nummer 20 steht am östlichen Straßenrand der Körnerstraße etwa 15 Meter von der Ecke Schillerstraße. Der Standort befindet sich an der Ostseite der Körnerstraße vor dem Neubauwohnhaus Nr. 19, die Beton- und Kleinpflasterfläche mit Pumpe und dem runden Abfluss (halboffen) ersetzt den Rasenstreifen. Das Kein-Trinkwasser-Schild hat einen schwarzen Rand und befindet sich in Augenhöhe oberhalb des Ausflussrohrs. |
| Roset         | Pa21       | Rispenweg 22 Lage                         | einteilige Säule                     | 1,5–2 m     | 1970 | Der Brunnen steht an der Nordseite vom Rispenweg 20 Meter zur Straße An der Priesterkoppel, gegenüber der Mündung des Bergrutenpfads. Der Standort vor dem Grundstück Rispenweg 22 befindet sich auf dem grünen Rand des unbefestigten Gehwegs an der gepflasterten Straße. Er ist durch zwei Pfosten gegen Anstoßen durch Fahrzeuge geschützt. Der Ablauf von Pumpwasser aus dem kurzen Rohr gelangt in einen runden halboffenen Rost. Der Brunnen gibt Trinkwasser, ein anderes ausweisendes Schild fehlt. Von Anwohnern wird die Säule als Mitteilungspfosten genutzt. |
| FrzBu         | Pa22       | Zimbelstraße 44 Lage                      | einteilige Säule                     | 2–3 m       | 1990 | An der Nordseite der Zimbelstraße auf dem Grünstreifen neben den Gehwegplatten wurde auf einer Fläche mit Kleinpflastersteinen die Brunnensäule mit einem runden, halboffenen Abflussrost aufgestellt. Daneben befindet sich noch eine Betonfläche. Der Standort liegt 10 Meter von der Nordwestecke mit dem Akkordeonweg vor dem Eckgrundstück Zimbelstraße 44. Am Brunnen kann laut dem schwarzgerandeten Hinweisschild kein Trinkwasser entnommen werden. Eigner des Brunnens ist der Bund für den Katastrophenschutz. Die Pumpsäule und der runde Rost für den Ablauf befinden sich auf einer Kleinpflasterfläche am Rand des Gehwegs, daneben sind zwei Abdeckplatten vorhanden. |
| Wilhe         | Pa23       | Uhlandstraße (vor #9) Lage                | einteilige Säule                     | 3–4 m       | 1970 | Der Straßenbrunnen Pa23 steht in der Uhlandstraße 20 Meter von deren Südostecke mit der Goethestraße. Der Standort liegt dabei vor dem Neubauhaus mit der Adresse Goethestraße 22 (entsprechend nicht adressierter Uhlandstraße 9). Eigner dieser Pumpe der Notwasserversorgung ist der Bund (Katastrophenschutz). Die beiden Eckwohnhäuser sind zur Goethestraße adressiert. Der Abfluss von gepumpten Wasser erfolgt über ein rundes, halboffenes Rost in die Straßenentwässerung, das bei dem kurzen Auslaufrohr an die Pumpenbasis angrenzt. Der Neubau des Hauses hat die alten Gehwegplatten nicht beeinflusst, die Pumpensäule war nicht beeinflusst. Den obere Abschluss des Pumpenrohrs bildet ein als Kalotte gestalteter angeschraubter Deckel mit kleiner Kugel obenauf. Der Brunnen gibt Trinkwasser, eine abweisende Markierung ist nicht vorhanden. |
| Wilhe         | Pa24       | Schönholzer Weg ggü. 32 Lage              | Gehäuse mit Wappenschild             | 2–3 m       | 1960 | Der Straßenbrunnen steht auf dem Dreieck zwischen Mozart-, Lessingstraße (noch 1950 Hohenzollernstraße), Schönholzer Weg. Der Standort liegt an der Westseite des Schönholzer Wegs gegenüber vom Eckgrundstück 32 an der Anton-Webern-Straße (bis 1999 Straße 118). Dieses Eckgrundstück selbst gehört wie die östliche Straßenseite zu Rosenthal, die Standfläche des Pumpengehäuses an der westlichen Straßenseite dagegen gehört zum Ortsteil Wilhelmsruh. Die Zuordnung in eigenständige Ortsteile erfolgte 2001. Der Ablauf wurde wohl erneuert und besteht aus dem runden, halboffenen Rost wie die Entwässerung in Pankow häufig gestaltet ist. Der Standort zwischen den drei Pflasterstraßen auf einem herausgehobenen Dreieck bestand (wohl) schon 1950. |
| Roset         | Pa25       | Kastanienallee 15a Lage                   | Gehäuse mit Wappenschild             | 4–7 m       | 1930 | Der Notwasserbrunnen 25 (Alt-Bezirk Pankow) steht gegenüber der Grundstückslage Kastanienallee 15a. Die Handpumpe für oberflächennahes Wasser ist in aufwendiger klassizistischer Form gestaltet und mit einem Wappenschild „PG“ versehen. Der Brunnen steht in Höhe der Mündung der Birkenallee gegenüber vom vormaligen Schulhaus Nordends auf der südlichen Grünfläche des (aufgehobenen) Kreisverkehrs. Dieser Brunnen des Zivilschutzes gehört dem Land Berlin. |
| FraBu         | Pa26       | Mazetstraße ggü. 26 Lage                  | einteilige Säule (Pumpentyp BK03/81) | #-#         | 2012 | Der Notwasserbrunnen steht gegenüber vom Siedlerhaus Mazetstraße 26 an der Nordwestecke von Mazet- (bis 1995 Straße 144) und La-Rochelle-Straße (bis 1995 Straße 141). Der Standort befindet sich auf einer Kleinpflasterfläche direkt an der runden Straßenecke. Die Brunnentiefe beträgt 36 Meter und der Wasserstand ist 9,3 Meter. Der Kolben ist 75 mm und die Edelstahl-Kolbenstange (DN15) hat eine Länge von 13 Metern, ergänzt durch die DN80-Steigleitung von 10 Metern. Der Wasserabfluss geht in den Straßeneinlauf (ein runder Rost). Als Sicherung gegen Frostschäden besitzt der Brunnen einen „Frosthahn“. Das Wohngebiet Französisch Buchholz-West wurde in der Mitte der 1990er Jahre bebaut. Bis zur Umstellung an der 2012 erfolgten Bohrung befand der Standort der Pumpe 26 am Grundstück Blankenfelder Straße 66, 150 Meter entfernt. Die Mazetstraße trennt in ihrer Länge die nördlich gelegenen Wohnneubauten von den südlichen Siedlungshäusern. Als Eigner des „STRB03Pa026“ ist der Bund angegeben, was bedeutet, dass er in Verwaltung des Bezirks mit finanziellen Mitteln vom Senat zu reparieren ist. |
| FraBu         | Pa27       | (Nisbléstraße 43) Lage                    | einteilige Säule                     | #-#         | (-)  | Der Brunnen (OSM-ID: 10034548272) steht an der Nisbléstraße, Ecke Chantiéweg, schräg gegenüber der Einmündung der Chartronstraße vor Hausnr. 43. Er befindet sich am südlichen Straßenrand in einem schmalen Vegetationsstreifen, in dem er in der Vergangenheit teils von Gestrüpp überwuchert war. Der Straßenbrunnen STRB03Pa027 gehört zum Wohngebiet Französisch Buchholz-West, wo auf ehemals Kleingarten-, landwirtschaftlichem und brachen Gelände Wohnneubauten errichtet wurden. Bis 1995 hieß die Nisbléstraße Straße 19 und an ihr lag der Gartenheimstättenverein Nordsee. Die westliche Nisbléstraße mit den Parzellen der bestehenden Grundstücke war ein Weg. |
| Panko         | Pa28       | Wilhelm-Kuhr-Straße 6 Lage                | Gehäuse mit Wappenschild             | 2–3 m       | 1970 | Der Brunnen 28 (STRB03Pa028) steht in der Wilhelm-Kuhr-Straße nahe dem Tor des Bürgerparks und direkt am Zugang zu Friedhof Pankow I. Anzumerken ist das am Pumpengehäuse ausgezeichnete Wappenschild im oberen Abschnitt des mittleren Säulenteils mit den zwei verschlungenen Buchstaben P und G. |
| Roset         | Pa29       | Kirchstraße 19 (13158) Lage               | Krausebrunnen                        | #-#         | 1930 | Der Straßenbrunnen steht knapp 5 m von der Südwestecke der Kirchstraße in den Erbeskopferg hinein. Der Standort ist an der Ecke von Wohnhaus Kirchstraße 21 und gegenüber mit der Adresse Kirchstraße19/Erbeskopfstraße 10 von der 2. Berufsfachschule für Sozialwesen, Heilpädagogik/Heilpflegewesen. Der Brunnen steht an der Straßenkante auf einem Betonblock am Rasenrand des Gehwegs. Der Ablauf besteht aus einem quadratischen Tränkstein mit runder Mulde und der Auslaufrinne, die über den Bordstein in den Senkkasten der Straßenentwässerung führt. |
| Buch          | Pa30       | Karower Straße 3/5 (13125) Lage           | Krausebrunnen                        | 10–15 m     | 1990 | Eigner des STRB03Pa030 ist das Land Berlin, er steht in der Karower Straße. Der Standort der Pumpe mit einem großen Tränkstein mit runder Mulde lag 20 Meter von der südöstlichen Straßenecke Alt-Buch vor dem Restauranteingang am Haus Karower Straße 1. Im Laufe des Jahres 2017 wurde die Karower Straße als Umleitungsstrecke wegen der Bauarbeiten an der Wiltbergstraße genutzt. In diesem Zusammenhang wurde (wohl) der Krausebrunnen um 50 Meter weiter in die Karower Straße auf der gleichen Straßenseite versetzt. Der Tränkstein im Gehweg und die viereckige Abdeckplatte am alten Standort markieren diesen weiterhin. Die Pumpe steht nun auf der ungepflasterten Fläche im alten Betongehweg. Der Abfluss erfolgt über solch ein rundes, halboffenes Rost. Sie liegt vor der brachen Grünfläche (entspräche Katower Straße 3/5) vor den Häusern Alt-Buch 42a, 42b. Da der alte gemauerte Quellschacht nicht mehr den Anforderungen entsprach, wurde eine neue (in diesem Fall nur wenig entfernte) Quellbohrung durchgeführt. |
| Buch          | Pa31       | Viereckweg 60 Lage                        | Gehäuse mit Wappenschild             | 3–4 m       | 1990 | Der Straßenbrunnen mit dem Wappenschild „G.P“ steht vor dem Grundstück Vierweckweg 60 (gegenüber 59) auf dem Baumrandstreifen des Gehwegs. Das Wohnhaus des Grundstücks befindet sich in der Tiefe an der Bahnstrecke. Der Standort an der Südostseite der Straße liegt 65 Meter nördlich der Mündung Bilckenweg, 80 Meter vom Dranweg. Der Brunnen steht dicht am Straßenrand und unter dem Auslaufrohr in Fischgestalt liegt der rund halboffene Rost als Ablauf. Beides steht auf einer Betonfläche neben den Gehwegplatten auf einem im Quadrat so breit wie der Rasenstreifen der Straßenbäume. Ein älteres Schild „Kein Trinkwasser“ in Augenhöhe über dem Auslaufrohr ist durch das neuere in Abnahmehöhe zur Straße hin ersetzt worden. |
| Buch          | Pa32       | Hörstenweg 43 Lage                        | Krausebrunnen                        | 2–3 m       | 1925 | Der Standort dieser Pumpe ist der Straßenrand vor dem Grundstück 43 mit dessen Siedlungshaus in Grundstückstiefe. Sie steht unmittelbar gegenüber der Straßenmündung des Bielckenwegs. Der Ablauf gepumpten Wassers erfolgt in einen runden halboffenen Rost. Dieser ist zusammen mit dem Straßenbrunnen auf einer etwa 1 × 2 m² großen Betonfläche auf dem Straßenbaum-Randstreifen untergebracht. Das weiße Schild „Kein Trinkwasser“ mit schwarzem Rand befindet sich oberhalb vom Auslaufrohr, das als Drachenkopf geformt ist. |
| FraBu (13127) | Pa33       | Hauptstraße 19 Lage                       | Krausebrunnen                        | 2–3 m       | 2021 | Der Krausebrunnen wurde im Jahr 2021 neu aufgestellt, vorher war der Ständer mindestens fünf Jahre eingelagert. Das Wohnhaus Hauptstraße 19 steht gegenüber der Mündung der Parkstraße unweit der Kirche am Anger. Eigner dieses Brunnens STRB03Pa033 ist das Land Berlin (güt den Zivilschutz) und der Standort liegt etwas seitwärts vor dem Haus die Hauptstraße 19 verzeichnet. Bei den Bauarbeiten zur Verlängerung der Straßenbahnlinie 50 bis Guyotstraße wurde der Standort geprüft. Bis dahin befand sich die Endhaltestelle mit Wechselgleis an der Haupt-/Gravensteinstraße. Die Brunnen Pa36 (Ecke Bucher Straße) ist 650 Meter und Pa56 an der Bahnhofstraße ist etwa 1000 Meter entfernt. An der südlichen Straßenecke befindet sich das Gebäude der Buchholzer Versöhnungskirche Hörstenweg 38/Bielckenweg 25. Der Brunnen ist für die 2020er Jahre als Überbohrung für eine Neu-/ Wiederaufstellung vorgesehen. |
| Panko         | Pa34       | Vesaliusstraße 80 Lage                    | einteilige Säule                     | 4–7 m       | 1975 | Im Ortsteil steht der Brunnen Nummer 34 an der Zufahrtstraße zu den Wohnblöcken der Vesaliusstraße. Der Standort befindet sich neben dem Wohnhaus Vesaliusstraße 80 am Rande des angrenzenden Spielplatzes. Die einfache Pumpsäule steht 120 Meter in die Zufahrtsstraße 30 Meter vor deren Abbiegung nach Süd am Spielplatz vor der KiTa Vesaliusstraße 68/70. Die hier anliegenden QP64/10-Wohnbauten samt dem ergänzenden Straßenlauf wurden um 1970 auf dem Gelände der Kleingartenkolonie „Edelmut“ errichtet. |
| FrzBu         | Pa35       | Schönerlinder Straße 36 Lage              | dreiteilige Säule                    | 2–3 m       | 1975 | Der Eigner dieses FSH-L-Brunnen mit kurzer Hülse am Straßenrand der Schönerlinder Straße, Autobahnzubringer ASt der A114 ist das Land Berlin. Der Standort an der östlichen Straßenseite liegt 15 Meter südlich der abzweigenden Straße 180, die diese Siedlung erschließt. Der Brunnenstandort der Siedlung Straße 180 befindet sich an der Zufahrt zur Anschlussstelle der Autobahn und er gibt kein Trinkwasser. Er steht am Straßenrand vor dem Siedlungsgrundstück Schönerlinder Straße 36a, während das Grundstück 36 mit dem Wohnhaus an der Abzweigung von Straße 180 liegt. Straße 180 entspricht dem Lauf neben der Schönerlinder Straße, bevor Mitte der 1970er Jahre der Anschluss zur Autobahn A 114 angelegt wurde, wozu die Schönerlinder Straße eine Rampe zur Schönerlinder Brücke über die Autobahn erhielt. Der Eigner des Brunnens ist das Land Berlin und er ist dem Zivilschutz zugeordnet. Am östlichen Rand der Straße ist ein Gehweg mit Gehwegplatten angelegt, der Brunnen selbst steht auf einer 2 × 1 m² großen Fläche mit Kleinpflastersteinen in der Breite des grasbewachsenen Bereich der Straßenbäume. Der Brunnen trägt das Schild „kein Trinkwasser“unter dem Ausflussrohr liegt eine Platte ohne Mulde für den Ablauf. Der mittlere Teil der Pumpensäule besitzt in Rohrhöhe nur einen schmalen verdickten Rohrteil und auffällig ist der obere Säulenabschnitt (im Gegensatz zur Kappe anderer dreiteiliger Säulen) dem eine schräg angesetzte Kugel aufgesetzt ist.                                  |
| FrzBu         | Pa36       | Schönerlinder Straße 60 Lage              | zusammengefügt, dreiteilig           | 2–3 m       | 1975 | Der Straßenbrunnen Nummer 36 steht am Straßenrand vor dem Gewerbegrundstück Schönerlinder Straße 60. Der Brunnenstandort befindet sich an der Zufahrt zur Tankstelle (Nr. 60) und dem Supermarkt (Nr. 62, 64). Er steht an der östlichen Straßenseite gegenüber vom Autohaus auf Nummer 1. Laut Aufkleber in Augenhöhe gibt er kein Trinkwasser. Die Lage befindet sich am Abzweig der Bucher Straße, die Angabe laut Liste als Schönerlinder Straße / Bucher Straße 44 verweist auf den Aufstellungszeitpunkt. Aus dem Stadtplan 443B ergibt sich für den nördlichen Winkel zwischen beiden Straßen die Lage einer Gärtnerei. Der „Abfluss“ unter dem Auslaufrohr der Pumpe ist wie bei Brunnen 35 ein flacher Stein ohne Mulde und die Aufstellung auf einer Gehwegfläche mit Kleinpflastersteinen. |
| Panko         | Pa37       | Klaustaler Straße 30 Lage                 | Krausebrunnen                        | 4–7 m       | 1930 | Nahe (kaum 10 Meter) der Damerowstraße steht der Brunnen Nummer 37 am östlichen Straßenrand der Klaustaler Straße gegenüber vom Wohnhaus 30. Der Standort der Krausepumpe aus der Firma Krause aus Neusalz a.d. Oder liegt an der unbebauten Nordostecke, diese Grünfläche hinter der Pumpe entstand durch das Beräumen einer Kriegsruine des Eckhauses. Das Ausgleichsgewicht des Schwengels liegt im Handgriff. Der Abfluss besteht aus einem quadratischen Tränkstein mit runder Schale der in einer Rinne mündet, die auch im Bordstein ausgebildet ist. Dieser Tränkstein ist mit einem Kleinpflasterschmuck (zwei helle und außen dunkel) umgeben. Insgesamt liegen Pumpsäule und Abfluss auf dem im weiteren halbmeter breiten Rasenrand zum Bordstein. Der Eigner des Brunnens ist das Land Berlin und damit ist er dem Zivilschutz zugeordnet, im Unterschied zur überwiegenden Anzahl im Bezirk. |
| Panko         | Pa38       | Mendelstraße 1 Lage                       | Krausebrunnen                        | 4–7 m       | 1930 | Der Brunnen Nummer 38 steht am westlichen Straßenrand der Mendelstraße vor Haus Nr. 1, das sind 20 Meter von der Nordostecke Damerow-/ Mendelstraße. Diese Krausepumpe steht etwa 200 von Nummer 37 und etwas mehr als 300 von Nummer 39 entfernt. Auch hier ist der Standort auf dem Randstreifen des Gehwegs, sowie der Ablauf erfolgt über den quadratischen Tränkstein mit runder Vertiefung und eine Mulde im Bordstein in das Straßengerinne. Die Abflussrinne mit hellen und dunklen Kleinpflastersteinen eingefasst. An beiden Enden des Randstreifens am Gehweg stehen meterhohe Poller, die dem Schutz des Brunnens vor Anstoßen durch Kraftfahrzeuge dienen. Wohl aber zuvor wie beim benachbarten Brunnen 39 mit Ketten eine Fläche um die Säule absperrten. |
| Panko         | Pa39       | Damerowstraße 66 Lage                     | Krausebrunnen                        | 20–30 m     | 1925 | Der Brunnen Nummer 39 an der spitzen Ecke der Damerowstraße mit dem Stiftsweg steht vor dem der abgeschrägten Ecke angepassten Wohneckhaus Damerowstraße 66. Die Wasserpumpe aus der Firma Eisenguß- und Emaillierwerk Krause aus Neusalz a.Oder wurde in den 1920er Jahren auf Anforderung von Groß-Berlin produziert. Die Lage ist an der Seite des Stiftswegs etwa 20 Meter von der Spitze derer Straßenmündung der Damerowstraße. An diesem Ort geht die Damerowstraße in die Breite Straße über und nach Süden liegt die Hadlichstraße. Die Pumpe steht auf einer abgeketteten Kleinpflasterfläche von 5 mal 5 Quadratmetern, die mit unterschiedlich hellen Pflastersteinen geschmückt ist. Der Ablauf überfließenden Pumpwassers erfolgt in eine Rinne die durch Pflastersteine gebildet wird und als Zick-Zack zum viereckigen Rost liegt. Die Straßenecke an diesem Ort hatte einschließlich der Altbauten der Damerowstraße bereits 1925 die gleiche Gestaltung. |
| Panko         | Pa40       | Florapromenade 18 Lage                    | Krausebrunnen                        | 7–10 m      | 1925 | Der Brunnen Nummer 20 steht am östlichen Straßenrand der Florapromenade an deren Bogen vor der Bahnstrecke, und etwas schräg vor dem Wohnhaus Florapromenade 18. Der Standort ist dadurch 120 Meter östlicher der Heynstraße. Der Standort liegt innerhalb einer Kleinpflasterfläche. Der Ablauf des Wassers folgt über den viereckigen Tränkstein, der von Kleinpflastersteinen eingefasst ist und deren Rand gebildeten Mulde über einen ausgearbeiteten Bordstein in die Straßenentwässerung gelangt. Der als Drachenkopf verkleidete Pumpauslauf ist an die Untersäule angeschraubt. Eine Kugel am Griff des Schwengels erleichtert die Pumpbewegung, zur Dämpfung des Aufschlags befindet sich an dieser ein Dämpfblock aus Hartgummi. Die Kein-Trinkwasser-Marke liegt über dem Auslauf in Augenhöhe. |
| Panko         | Pa41       | Maximilianstraße 25 Lage                  | zusammengefügt, dreiteilig           | 4–7 m       | 1990 | Diese Pumpe entspricht im Aufbau der dreiteiligen Säule, jedoch sind diese Teile zusammengeschweißt und nicht geschraubt. Sie steht am Rand der Dolomitenstraße an der spitzen Straßenecke, die wiederum zur Maximilianstraße 25 gehört. Anzumerken ist hier der viereckige Tränkstein mit der Abflussmulde wie bei den Brunnen 37 bis 40. Allerdings steht an dieser Stelle keine Krausepumpe, diese war wohl unbrauchbar geworden und nach den 1980er Jahren durch eine neue Brunnensäule ersetzt. Der Straßenrand zur Bordsteinkante ist mit Kleinsteinen gepflastert, der Gehweg mit (Wege-)Platten gefasst. Das Ausgleichgewicht sitzt als „Vielflächner“ (nicht ideal kugelig) am Ende des Handgriffs am Pumpenschwengel. Auch das Ausflussrohr mit einem Haken am Bogen ist an der Säule angeschweißt. |
| Roset         | Pa42       | Dietzgenstraße 163 Lage                   | vierteilige Säule (Pumpentyp Wolf)   | #-#         | 1992 | Nach Liste ist der Eigner dieses Brunnens das Land Berlin (Zivilschutz). Der Notwasserbrunnen steht an der Nordwestecke der an der Dietzgenstraße mündenden Am Rollberg. Bevor am 1. November 2006 in die Dietzgenstraße die Blankenfelder Straße einbezogen wurde, war der Standort mit Blankenfelder Straße 58 adressiert. Der Wasserstand beträgt 7,8 Meter, die Steigleitung DN80 hat 10 Meter und die Kolbenstange (DN15) hat 12 Meter Länge, das Saugrohr von zwei Metern hat DN32. Gegen Einfrieren besitzt der Norbrunnen einen Frosthahn. Die Pumpensäule ist fest aus vier Teilen zusammengesetzt. Die runde Grundplatte ist mit dem Unterteil verbunden, dem folgt der Teil mit dem eingesetzten Wasseraustritt, darüber sitzt an einem weiteren Rohrstück noch oben die Rohrkappe, an der der Dreieckansatz für den Handschwengel sitzt. Die Pumpensäule besteht exakterweise aus vier Teilen: auf dem unteren Zylinder ist jener mit dem Ablauf und ein oberer Zylinder zusammengesetzt. Den Abschluss des Rohres mit der Kolbenmechanik nach oben bildet eine Kappe an der das Dreieck mit dem Drehpunkt für den Handschwengel eingelassen ist. Schwengel und Rohr liegen gegenüber parallel zur Fahrbahn. Die Pumpe steht auf eine Kleinpflasterfläche zwischen zwei Parkbuchten zum Parken parallel zur Fahrbahn. Die Wasserentsorgung erfolgt über einen ovalen Tränkstein mit Rinne zur Fahrbahn und über den Bordstein mit Abflussrinne auf die Straße. Schräg dem Brunnenstandort gegenüber liegt der Friedhof Nordend. |
| Roset         | Pa43       | Dietzgenstraße (#185) Lage                | zusammengefügt, vierteilig           | #-#         | 1990 | Der Brunnen steht an der westlichen Dietzgenstraße etwas südlich der Mündung des Wiesenkräuterwegs (Gartenanlage Einigkeit), das ist nahe der Südecke der Nordbahnarena Dietzgenstraße 187. Der Bunsteinweg (Anlage Nordend) liegt gegenüber an der Ostseite der Dietzgenstraße. Eigner dieses Brunnens ist das Land Berlin (Zivilschutz). Die runde Mulde eines Tränksteins mit einer breiten Abflussrinne über das Kleinpflaster des Randstreifens und einen unterbrochenen Bordstein ist anzumerken. Der Abfluss erfolgt über die Straßenentwässerung. Die Pumpensäule besteht exakterweise aus vier Teilen: auf dem unteren Zylinder ist jener mit dem Ablauf und ein oberer Zylinder zusammengesetzt. Den Abschluss des Rohres mit der Kolbenmechanik nach oben bildet eine Kappe an der das Dreieck mit dem Drehpunkt für den Handschwengel eingelassen ist. Schwengel und Rohr liegen gegenüber parallel zur Fahrbahn. |
| Buch          | Pa44       | Franz-Schmidt-Straße 8 Lage               | einteilige Säule                     | 7–10 m      | 1990 | Der Straßenbrunnen steht an der südlichen Seite der Franz-Schmidt-Straße vor der (ehemaligen) Kita in Hausnummer 8/10, speziell Hausteil 8. Das Haus wird vom Bürgeramt Karow/Buch genutzt und verschiedene öffentliche Vereine befinden sich hier. Der Standort ist 30 Meter östlicher der Mündung der Walter-Friedrich-Straße, die hier als Einbahnstraße endet. Der Brunnen und der Ablauf als runder halboffener Rost befinden sich in einer aus Beton gegossenen Fläche im Asphaltweg. |
| Buch          | Pa45       | Friedrich-Richter-Straße 46 Lage          | einteilige Säule                     | 15–20 m     | 1993 | Der Brunnen Pa45 steht vor der dem Haus 46 auf einer aus Gehwegplatten und Kleinpflaster gestalteten Fläche vor dem Straßenrand. Der Standort liegt dabei zwischen den für das Quer-zur-Straße-Parken angelegten Parkbuchten. Der Wasseraustritt aus einem am Pumpenzylinder angeschraubten Rohr führt in den Straßeneinlauf, einen runden halboffenen Rost. An der runden Grundplatte befindet sich der Frosthahn zur Sicherung gegen das Einfrieren. Der Brunnen steht gegenüber der Kita in Hausnummer 36/38. Der Ausbau dieses Wohnkomplexes in Buch-Süd erfolgte Ende der 1980er Jahre. Der noch gelistete Standort Friedrich-Richter-Straße 6 wurde nicht gebohrt. Die Bebauung des Neubauviertels südlich der Wiltbergstraße erfolgte Ende der 1980er Jahre. Durch Autobahnnähe (250 Meter) und die Wende wurde diese nach Süden nicht vollendet. Die Steigleitung (DN80) ist 12 Meter und die Kolbenstange (DN15) ist 15 Meter lang. Die Brunnentiefe liegt bei 52 Meter und der Wasserstand beträgt 9,3 Meter. Es ist nicht der obere Grundwasserleiter betroffen. |
| Panko         | Pa46       | Arnold-Zweig-Straße 41 Lage               | einteilige Säule                     | 15–20 m     | 1980 | Der Brunnen Nummer 46 steht auf der Rasenfläche am Straßenrand Ende des Wohnhauses Arnold-Zweig-Straße 41 neben der Parkbucht. Der Standort liegt 15 Meter von der Straßenecke der Trelleborger Straße entfernt. Mit seinem Abfluss, einem runden, halboffenen Rost unter dem Ablaufrohr, steht gemeinsam auf einer gesondert gegossenen Betonfläche innerhalb des Rasens. Die anliegenden Häuser wurden auf dem Gelände der Kleingartenfläche „Familiengärten“ (Siedlungs- und Kleingartengemeinschaft Familiengärten Pankow) um 1975 erbaut, die Trelleborger Straße endete bis dahin an der Hoffnungskirche. |
| Panko         | Pa47       | Berliner Straße 39 Lage                   | Krausebrunnen                        | 20–30 m     | 1930 | Am westlichen Straßenrand vor der Berliner Straße 39 steht der Notwasser-(Straßen-)Brunnen Nummer 47, dies liegt zwischen Samländischer und Maximilianstraße. Der Abfluss des Pumpenausflusses besteht aus dem quadratischen Tränkstein mit runder Mulde ausgehend zur Straße. Die Krause-Pumpe und Tränkstein sind am Boden von einem runden Kleinpflastermuster umgeben, das mit drei dunkleren Steinreihen strukturiert ist. Umgeben ist der Platz der Krause-Pumpe von mehreren Pollern zwischen denen eine Absperrkette hängt. Ein Schild mit schwarzem Rand besagt: Kein Trinkwasser. Der Eigner des Brunnens ist das Land Berlin, die Nutzung erfolgt speziell für den Zivilschutz. |
| Panko         | Pa48       | Granitzstraße 20 Lage                     | zusammengefügt, dreiteilig           | 10–15 m     | 1930 | Im Kissingenviertel steht der Notwasser-(Straßen-)Brunnen Nummer 48 am Straßenrand vor dem Wohnhaus Granitzstraße 20, die Lage ist 15 Meter von der Straßenecke der Neumannstraße entfernt. Das Ausflussrohr für das Pumpenwasser steht schräg zur Häuserfront 45° von der Neumannstraße weg. Der Abfluss geht in einen achteckigen Auffangstein, der zunächst in eine Mulde aus drei Pflastersteinen mündet. Zum Straßenrand mit dem Radweg und einem straßennahen Pflasterstreifen ist mit einer abgedeckten Rinne versehen. Der gesamte Aufstellplatz ist mit einer Sitzbank neben einem großen Baum ausgerüstet. Zur Straße (ohne Parkplatz) sind vier Pfosten mit einer Kette verbunden als Absperrung wie an (noch vorhandenen) Krause-Pumpen. Eigner dieses Brunnen ist das Land Berlin. |
| Wilhe         | Pa49       | Edelweißstraße ggü.1 Lage                 | zusammengefügt, dreiteilig           | 2–3 m       | 1970 | Der Straßenbrunnen 49 steht in der Edelweißstraße 20 Meter von deren Nordostecke mit der Hauptstraße entfernt. Der Standort liegt an der Nordseite der Edelweißstraße vor der Edekafiliale Hauptstraße 23/27 die auch in die Edelweißstraße 44/43 reicht. Auf dem teilweise vorher schon bebauten Grundstück wurde in den 1990er Jahren ein Neubau errichtet mit Supermarkt im Erdgeschoss. Die vier Säulenteile wurden zusammengeschweißt. Die drei unteren Teile (Anschlussteil, Auslaufrohr, Kolbenzylinder) haben einen Umfang von 14 cm. Der obere Zylinderteil mit 17 cm Umfang trägt das angeschweißte dreieckige Stück mit dem Drehpunkt des Pumpenschwengels am dritten Eck. Oben sitzt eine abgerundete Deckelkappe mit einer einem aufgesetzten Kugelknuppel. Die Pumpe steht auf dem Randstreifen des Gehwegs mit Kleinpflaster, der Pumpenfuß ist dabei mit Steinen umsäumt. Überlaufendes Wasser fällt in eine ovale Mulde eines Tränksteins ohne Abflussrinne aus der das Wasser über das Pflaster und den Hochbordstein zur Straßenrinne fließt. Eigner des Brunnens ist das Land Berlin (Zivilschutz). Der Brunnen gibt Trinkwasser, eine abweisende Markierung ist nicht vorhanden. |
| Roset         | Pa50       | Hauptstraße 65 Lage                       | Krausebrunnen                        | 3–4 m       | 1930 | Eigner dieses Brunnens ist das Land Berlin (Zivilschutz). Sein Standort liegt 20 Meter in der Hauptstraße von der Nordostecke mit der Kastanienallee im Randstreifen zwischen Straßenbäumen vor dem Haus 65, das anliegende Eckgrundstück ist mit Kastanienallee 66a adressiert. Diese Ostseite der Straße und die Kastanienallee liegen in Rosenthal. Die gegenüberliegende Straßenseite und das Straßenland mit dem Sportplatz Buchhorster Straße gehört zu Wilhelmsruh, diese Ortsteilgrenze setzt sich nach Süden in der Schönholzer Straße fort. Vor der Bebauung der Rosenthaler Fläche nordöstlich von Kastanienallee/Hauptstraße befanden sich die Winkel-Wiesen hier, vor der Bebauung war Hauptstraße 65 / Kastanienallee 66 ein Lagerplatz. Unterhalb des Auslaufrohrs befindet sich eine quadratisch gepflasterte Mulde als Ablauf zur Bordsteinkante. |
| Roset         | Pa51       | Hauptstraße 107a Lage                     | Gehäuse mit Wappenschild             | #-#         | 1925 | Der Standort befindet sich an der Fahrbahn-Ostseite des (vormaligen) Rosenthaler Angers in Höhe des Wohnhauses Hauptstraße 107a. Der Brunnen steht 100 Meter südlich von der Kreuzung Friedrich-Engels-Straße (Kreuzung zum westlich anschließenden Wilhelmsruher Damm). Der Standort an der Fahrbahn entspricht der Lage am westlichen Angerrand. Die Straße befand sich bereits 1920 an der (Nord-)Westseite des Angers wurde offensichtlich nach der Aufstellung des Pumpengehäuses neu gestaltet. Der Tränkstein mit einer ovalen Mulde im aufgeweiteten Bordstein befindet sich (am vorherigen Ort) neben dem Gehweg und dem meterbreiten Rasenstreifen. Der Ablauf aus der Bordsteinmulde führt dadurch über eine Pflasterrinne in den viereckigen Rost der (damals) Straßenentwässerung. Eigner dieses Brunnens ist das Land Berlin (Zivilschutz). |
| Panko         | Pa52       | (Dusekestraße 19) Lage                    | vorübergehend entfernt               | 3–4 m       | (-)  | Für den Straßenbrunnen 52 in Pankow ist Dusekestraße 19 genannt. Vor Ort findet sich 2017 und auch nach dem 2008er Bild keine Pumpensäule. Charakteristisch ist ein Abflussbordstein und eine dazu gehörige Abdeckplatte für eine wassertechnische Einrichtung. Der allgemeine Hinweis, dass „grüne Plumpen“ aus unterschiedlichen Gründen abgebaut oder umgesetzt werden, trifft hierfür zu. Der Pumpenkörper musste an diesem Standort entfernt werden und die Quellanlage wurde verschlossen. Der Brunnen ist für die 2020er Jahre als Überbohrung für eine Neu-/ Wiederaufstellung vorgesehen. |
| Buch          | Pa53       | Bruno-Apitz-Straße 19 Lage                | einteilige Säule                     | 15–20 m     | 1990 | Eigner dieses Brunnens ist das Land Berlin (Zivilschutz). Der Standort von Straßenbrunnen 53 ist vor dem Wohnhaus Bruno-Apitz-Straße 19. Die Straße führt hier im Winkel gegenüber der Kaufhalle herum. Am Ende des Parkplatzes vor den Häusern ist der Brunnen aus einer einfachen Pumpensäule gegen anstoßende Pkw durch ein dreiseitiges Metallgeländer gesichert. Der Zugang erfolgt von hinten gegenüber dem Auslaufrohr. Der Ablauf erfolgt über einen runden halboffenen Rost. Pumpensäule und Rost samt Geländer sind in Beton eingegossen. Markiert ist die Wasserentnahmestelle mit „Kein Trinkwasser“. |
| Buch          | Pa54       | Friedrich-Richter-Straße 55 Lage          | einteilige Säule                     | 15–20 m     | 1990 | Der Standort befindet sich in der Friedrich-Richter-Straße (Südseite) 50 Meter nach Südost von der Wolfgang-Heinz-Straße (hinter Nummer 26) am Weg neben dem Haus Friedrich-Richter-Straße 55. Eigner dieses Brunnens ist das Land Berlin (Zivilschutz). Die Pumpensäule steht auf der Rasenfläche vom Straßenrand entfernt neben der Hecke. Der Ablauf von Pumpwasser erfolgt in den Erdboden. Der Brunnen ist nicht für die Entnahme von Trinkwasser geeignet, ein älteres Schild über dem Auslaufrohr (vom Haus 55 abgewandt) ist durch eine neuere schwarzumrandete Markierung in Augenhöhe ersetzt. |
| Nieds         | Pa55       | Schützenstraße Lage                       | einteilige Säule                     | 3–4 m       | 2000 | Der Straßenbrunnen 55 steht in der Schützenstraße 20 Meter von deren Nordecke der Mündung von Am Bürgerpark. Der Standort liegt an der Westseite der Schützenstraße vor der Jugendverkehrsschule Pankow (adressiert: Straße vor Schönholz 20), es sind 65 Meter zur Straße vor Schönholz und 35 Meter zur Buddestraße. Der Standort lag bis zum Beginn der 1990er Jahre im Bereich der Berliner Mauer, Postenstraße, Kolonnenweg. Die gegenüberliegende (Ost-)Straßenseite (Am Bürgerpark 1, bis 1994 als Bahnhofstraße) gehört zum Bezirk Reinickendorf, hier lag der Güterbahnhof Schönholz, wobei die Buddestraße eine Zufahrt war. Der Eigner dieser Pumpe zur Notwasserversorgung (im Zivilschutz) ist das Land Berlin (als STRB03Pa055 Standort Schützenstraße 20). Die Pumpensäule steht auf dem Rasenstreifen des unbefestigten Gehwegs vor dem Zaun der Verkehrsschule. Die runde Standplatte ist innerhalb einer aufgegossenen Betonfläche angepasst. Der Ablauf erfolgt in einen ovalen Tränkstein zur Bordsteinkante, der (wohl) die Mauerzeiten überstanden hatte. Der Brunnen gibt Trinkwasser, eine abweisende Markierung ist nicht vorhanden. |
| FrzBu         | Pa56       | Bahnhofstraße 1 Lage                      | Gehäuse mit Wappenschild             | 3–4 m       | 1935 | Eigner dieses Brunnens ist das Land Berlin (Zivilschutz). Der Standort der Notwasseranlage befindet sich auf der Dreiecksfläche am Straßenzug Pasewalker/Berliner Straße die von der Aus- und der Zufahrt der Bahnhofstraße entsteht. Über das Straßenland der Ausfahrt der Bahnhofstraße hinweg liegt die Kita Bahnhofstraße 1 im eingeschossigen Wohnhaus mit einem Straßengiebel. Das Dreieck ist komplett asphaltiert. Auf der südlichen Seite befinden sich seit 2022 drei Fahrrad-Anlehnbügel. Der Brunnen steht auf der nordöstlichen Straßenseite. Den Abfluss bildet eines der runden halboffenen Roste, der offensichtlich in jüngerer Zeit eingesetzt wurde. Am untersten Sockel der Pumpe ist eine verschraubte Inspektionsplatte von 30 cm Breite vorhanden. Charakterisiert ist das Pumpengehäuse durch Flammenschale und G/P-Wappenschild, sowie den als Fischkörper gestalteten Auslaufrohr der Kolbenpumpe. |
| Panko         | Pa57       | Borkumstraße 1 Lage                       | Krausebrunnen                        | 20–30 m     | 1930 | An der Straßenecke der Berliner Straße steht der Straßenbrunnen Nummer 57 am Straßenrand vor dem Haus Borkumstraße 1. Dieser Krausebrunnen entwässert in einen Tränkstein mit runder Mulde und einer Rinne über den Bordstein, der seinerseits eine schmale Rinne besitzt. Der Standort am Rand des Kissingenviertels liegt 20 Meter von der Fahrbahn der Berliner Straße in die Borkumstraße hinein auf dem Quellstandrohr. Das der Brunnen kein Trinkwasser gibt ist mit einem Hinweisschild mit rotem Rand in Augenhöhe (aber) quer zum Ausflussrohr am oberen Säulenteil angebracht. Im Gegensatz zu anderen Krausepumpen ist an dieser Säule der Pinienzapfen am oberen „Abschluss“ abgebrochen. |
| Nieds         | Pa58       | Sachsenstraße 23 Lage                     | Gehäuse mit Wappenschild             | 2–3 m       | 1920 | Der Straßenbrunnen 58 steht in der Sachsenstraße vor dem Haus 23. Der Standort liegt an der Südseite der Sachsenstraße am Knick 140 Meter von der Germanenstraße. Das Brunnengehäuse gehört zu den gusseisernen Pankower Exemplaren mit dem Wappenschild der verschlungenen Buchstaben „G“ und „P“. Der achteckige Unterteil mit einer straßenabgewandten abgedeckten Öffnung am untersten Absatz ist bodengleich auf dem Standrohr aufgeschraubt. Er steht nahe zum Straßenrand von einer Pflastersteinreihe gesäumt auf dem kleinsteinig gepflasterten Gehweg. Das Auslaufrohr – als Fischkörper verkleidet – liegt zur Straße hin. Das Abwasser fällt in eine rechteckige Mulde, die im Bordstein eingelassen ist über den eine Rinne darin in das Straßengerinne leitet. Anzumerken ist die neben dem Straßenbrunnen aufliegende Abdeckplatte eines (Inspektions-)Schachtes. Der Brunnen gibt Trinkwasser, eine abweisende Markierung ist nicht vorhanden. |
| Nieds         | Pa59       | Herthaplatz 11 Lage                       | sechseckiger Schaft                  | 3–4 m       | 2010 | Diese Pumpe ist aus vier Teilen zusammengeflanscht. Sie steht an der Parkseite des Platzes gegenüber von Haus Herthaplatz 11. Eine Besonderheit an diesem (im Bezirk Pankow) selteneren Pumpenkörper einer dünnen sechseckigen Säule ist das gusseisernes Bezirkswappen etwa in Augenhöhe nach Süden, wie das Bezirkswappen mit den drei Toren 2009 bestätigt wurde. Der Eigner dieses Brunnens ist das Land Berlin. Der Standort liegt nahe der Wackenberg- und Buchholzer Straße. Auf dem Standrohr ist bodengleich ein unteres Stück mit verziertem quaderförmigen und darauf einem kannelierten zylindrischen Abschnitt angeflanscht. Für die Ausflusstülle folgt ein eigener sechseckiger Teil, dem die sechseckige Säule folgt. Nach oben schließt der Schwengelteil unten rund und darüber viereckig an, den oberen Abschluss bildet ein Kegel. Der Ablauf aus dem einfachen Rohr fällt in einen quadratischen Tränkstein, der über einen Ausbruch und das den Standort umgebende Kleinpflaster zur Straßenentwässerung führt. Das Wohnhaus Herthaplatz 11 / Wackenbergstraße 29 wurde erst in den 1990er Jahren errichtet. |
| Prenz         | Pb01       | Oderberger Straße 16 Lage                 | Lauchhammerpumpe                     | 15–20 m     | 1900 | Der Straßen(Notwasser-)Brunnen 1 steht in der Oderberger Straße vor dem Haus Nummer 60 auf der Kleinpflasterfläche am Rand des Gehwegs. Bis etwa 2020 befand sich der Standort des Brunnens mit der Nummer 1 vor Hausnummer 16, etwa 250 Meter nordwestlich auf der gegenüberliegenden Straßenseite. Der Standort wurde jedoch offenbar aufgegeben und neu gebohrt. Am alten Standort befindet sich noch immer ein Tränkstein mit (korrekterweise) der Rundung zur Straße in der Bordsteinkante. Der Brunnenkörper ist der Form nach eine Lauchhammerpumpe (Aufstellung vor 1900), gehört jedoch offensichtlich nicht zu den 1987 (750-Jahrfeier Berlins) aufgearbeiteten Pumpen. Er wurde auch am neuen Standort wieder aufgestellt. Der Pumpwasserauslauf ist in Form eines Drachenkopfes gestaltet. |
| Prenz         | Pb02       | Topsstraße ggü.5 Lage                     | Krausebrunnen                        | 10–15 m     | 1990 | Die Krausepumpe steht an der Nordwestseite auf dem Grünstreifens der Topsstraße zum Südosten des Friedrich-Ludwig-Jahn-Sportpark. Der Standort liegt auf der Verbindungslinie vom Sportkiosk Cantianstraße 25 zum Wohnhaus Topsstraße 5. Der Brunnen steht am Parkweg auf der Grünfläche und ist gemeinsam mit dem halbrunden Abflussrost auf einer betonierten Unterlage aufgesetzt. Der Standort entspricht dem Straßenrand der nicht ausgeführten nördlichen Fahrbahn der Topsstraße und liegt 40 Meter zur Fahrbahn Cantianstraße, 20 Meter von der Fahrbahn Topsstraße. Der Pumpenschwengel zum Heben von oberflächennahen Grundwasser besitzt am Handgriff statt der sonstigen Kugel ein zylindrisches Gewicht als Kraftausgleich mit einem Hartgummidämpfer am oberen Ende. |
| Prenz         | Pb03       | Stargarder Straße 77 Lage                 | Lauchhammerpumpe Typ II              | #-#         | 1900 | Der Straßen-(Notwasser-)Brunnen 3 steht in der Stargarder Straße am nördlichen Straßenrand gegenüber der Gethsemanekirche (Grundstück 77). Der Standort liegt 15 Meter von der Straßenecke zur Gethsemanestraße und gegenüber von Haus 7. Der Ablauf des überfließenden Wassers gelangt über den Tränkstein im Bordstein in die Straßenentwässerung. Der Brunnen gab kein Trinkwasser und wurde 2019 abgebaut, da die Quelle versandet war, die Pumpe nicht mehr einsatzfähig war. Dieser „historische“ Brunnen wird an einem neuen Standort wieder aufgestellt, sobald die Finanzierung für eine Neubohrung geklärt ist. (Stadtentwicklungsstadtrat Vollrad Kuhn von Bündnis 90/Die Grünen) |
| Prenz         | Pb04       | Seelower Straße ggü.5 Lage                | Krausebrunnen                        | 7–10 m      | 1930 | Der Brunnen 4 steht an der Ostseite des Arnimplatzes gegenüber vom Haus Seelower Straße 5. Es ist eine Säule zur Notwasserversorgung mit Handschwengel zur Förderung von oberflächennahen Grundwasser in aufwändiger klassizistischer Dekoration von der Krause GmbH in Neusalz a.Oder. Der Straßenbrunnen trägt die Markierung „Kein Trinkwasser“. |
| Prenz         | Pb05       | Ueckermünder Straße 16(→17) Lage          | dicke Säule (zweiteilig)             | 10–15 m     | 1990 | Der Brunnen 5 steht in der Ueckermünder Straße am Straßenrand vor dem Haus Nummer 16 am Wechsel zum Haus 17. Auf der Straßensüdseite ist der Standort 30 Meter von der Straßenecke zur Malmöer Straße entfernt. Der Brunnen besteht aus der dickeren (25 cm Durchmesser) Säule im Gegensatz zu den ein- und dreiteiligen üblichen anderen Pumpensäulen. Ein unteres Säulenrohr ist mit dem oberen verschraubt. Das am Ende nach unten gebogene Auslaufrohr wurden an ein Ansatzstück am unteren Teil verschraubt. Am untersten Ende ist die Pumpe nochmals größer im Durchmesser mit der Platte zum ebenerdigen Befestigen am Standrohr, dem Auslauf gegenüberliegend ist daran eine Inspektionsklappe aufgeschraubt. Der runde Überlauf – halb mit einem Gitterrost – wurde in einem gesonderten Kleinpflaster eingesetzt. Das Kein-Trinkwasser-Schild ist in Augenhöhe über dem Auslauf aufgesetzt. |
| Prenz         | Pb06       | Malmöer Straße 29 Lage                    | zusammengefügt, dreiteilig           | 10–15 m     | 1990 | Der Straßenbrunnen steht in dem Winkel wo Malmöer und Dänenstraße zusammenstoßen, am Bahngelände vor dem Abzweig zum S-Bahnhof Bornholmer Straße vom S-Bahn-Ring. Das Besondere dieser Pumpe besteht darin, dass die dreiteilige Pumpenart (mit Kappenabschluss) nicht zusammengeschraubt und geflanscht ist. Die Rohrteile sind (wohl) zusammengeschweißt. Ein unterer Zylinder ist mit einer Platte bodengleich auf dem Quellrohr aufgeschraubt. Das lange Auslaufrohr befindet sich am nächsten Rohrabschnitt und gefolgt von einem weiteren Rohrstück. Dieses erweitert sich am oberen Ende auf den Durchmesser der Kappe, auf der der Pumpenschwengel den Drehpunkt an der dreieckigen Platte besitzt, um das innere Kolbengestänge zum Wasserheben zu bewegen. Auf der Betonfläche im Kleinpflasterstreifen des Gehwegs ist der viereckige Rost zum Wasserablauf in die Straße eingelassen. |
| Prenz         | Pb07       | Stavanger Straße 1(/3) Lage               | dicke Säule (zweiteilig)             | 10–15 m     | 1990 | Die Brunnensäule steht 40 Meter von der nördlichen Fahrbahn der Bornholmer Straße in die Stavanger Straße hinein. Der Standort ist in Höhe der Einfahrt Ende des Hauses Stavanger Straße 1 zur Hausnummer 3 hin. Die Säule hat einen dickeren Schaft und besteht aus zwei verschraubten Zylindern. Am unteren Teil ist in Hüfthöhe das Auslaufrohr an einem Ansatzstück quer zum Fahrbahnrand. Der obere Zylinder mit dem Pumpenschwengel ist mit einem kegeligen Dach abgedeckt. Überlaufendes Wasser des Brunnens fließt über das Kleinpflaster am Gehweg ab. Ein rotgerandeter Aufkleber verweist darauf, dass der Brunnen kein Trinkwasser gibt. |
| Prenz         | Pb08       | Esmarchstraße 3 Lage                      | dreiteilige Säule                    | 7–10 m      | 1990 | Der Straßenbrunnen steht am Straßenrand vor dem Haus Esmarchstraße 3. Die Pumpe trägt die Markierung „Kein Trinkwasser“. Unterhalb des Ausflusses ist der Fußweg gepflastert, es gibt keine Abführung des gepumpten Wassers ins Abwassersystem. Die Pumpenröhre besteht aus drei aneinander geflanschten Teilen, die untere Röhre ist bodengleich auf das Standrohr aufgeflanscht. Der Mittelteil ist mit der Ausflusstülle aufgesetzt und am oberen Ende ist der Pumpenschwengel mit einer Kugel am Handteil. |
| Prenz         | Pb09       | Heinrich-Roller-Straße 18 (Schulhof) Lage | Schulhof                             | 10–15 m     | 1994 | Das Grundstück Heinrich-Roller-Straße 18 gehört der Heinrich-Roller-Grundschule. Der Straßenbrunnen 9 des Alt-Bezirks Prenzlauer Berg steht auf dem hinteren Schulhof an der Grün- und Spielanlage. Er ist nicht inbehindert zugänglich. Für die Notwasserversorgung des Katastrophenschutzes steht der nächste Straßenbrunnen kaum 100 Meter entfernt an der Ecke Winsstraße (Heinrich-Roller-Straße 20). |
| Prenz         | Pb10       | Ernst-Fürstenberg-Straße Lage             | dreiteilige Säule                    | 15–20 m     | 2010 | Der Straßenbrunnen zur Notwasserversorgung Nummer 10 im Ortsteil Prenzlauer Berg befindet sich in der Ernst-Fürstenberg-Straße (Nordseite) zwischen Heinz-Bartsch- und Paul-Heyse-Straße. Der Standort ist am Straßenrand je 50 Meter zu beiden Straßenecken. Die Ernst-Fürstenberg-Straße besitzt in diesem Abschnitt keine Hausnummern, vielmehr sind zu beiden Seiten U-förmige Wohnblöcke angeordnet. Der Brunnen steht dabei im Randstreifen der Straßenbäume am Gehweg 10 Meter vom Eingang der Recyclingsaufstellfläche der nördlichen Hausgruppe. Nach den Darstellungen auf Google Earth von 2008 zu urteilen wurde der Brunnen erst im Sommer 2017 an diese Stelle umgesetzt. Er stand vorher laut Liste unter der Adresse Conrad-Blenkle-Straße 52. Auf diesem Grundstück nördlich der Tesla-Oberschule fanden umfangreiche Bauarbeiten statt für die auf der gesamten Fläche Baufreiheit geschaffen wurde. Der Brunnen liefert nach Hinweisschild „Kein Trinkwasser“. Das lange Ausflussrohr am mittleren Pumpenrohr ist quer zum Gehweg der Straße gerichtet und endet oberhalb des runden Abflusses mit halbem Rost. |
| Prenz         | Pb11       | Pieskower Weg 50a Lage                    | dreiteilige Säule                    | 20–30 m     | 1970 | Die „Grüne Plumpe“ 11 Prenzlauer Bergs steht am Nordrand des Einsteinparks (einer vormaligen Kleingartenanlage) am Straßenrand des Pieskower Wegs. Dabei steht die Pumpensäule auf der Parkgrünfläche wenige Meter neben dem „Bistro-Kiosk“ Pieskower Weg 50a und gegenüber der Paul-Lincke-Grundschule (Nr. 39). Er besitzt eine gegossene Kugel am Handgriffende und einen langen Pumpwasseraustritt mit dem Straßeneinlass für den Ablauf (einem runden halboffenen Rost) der zwischen der Rasenfläche eingelassen ist. Der Brunnen gibt Trinkwasser, es befindet sich 2020 kein Hinweis „Kein Wasser“ am Ständerkörper. Der Brunnen fördert aktiv Grundwasser und wird von Anwohnern, beispielsweise zum Tränken von Hunden, intensiv genutzt. |
| Prenz         | Pb12       | Knaackstraße ggü.64 Lage                  | dreiteilige Säule                    | 10–15 m     | 1990 | Der Straßenbrunnen 9 steht auf dem Gelände der Grundschule am Kollwitzplatz gegenüber vom Wohnhaus 64. Der Standort liegt hinter dem Schulzaun und gehört zum hiesigen Spielplatz. Der Auslauf des Brunnens – der als Bundesbrunnen zudem dem Katastrophenschutz dient – endet über einer Holzrinne. Solche Bauteile sind auch als Matschspielplatz im Bezirk aufgenommen. Die Schule (Knaackstraße 67, nach fortlaufender vorheriger Hausnummer 11) wurde zu Beginn der 1970er Jahre als 23. Oberschule (Knaackstraße 63/67) auf einem nach dem Zweiten Weltkrieg brachen Gelände errichtet. Bis zum Kriegsschaden befand sich hier die Markthalle XIII. |
| Prenz         | Pb13       | Ostseeplatz (Ostseite) Lage               | dreiteilige Säule                    | 10–15 m     | 1970 | Der Brunnen 13 (STRB03Pb013) steht auf dem Ostseeplatz an der Westseite, etwas nördlich vom Wegekreuz zwischen dem Längsweg und dem Querweg zwischen Ostseestraße 101 und 102 zu 104. Es ist eine schmucklose funktionelle Säule zur Notwasserversorgung. Der Straßenbrunnen trägt die Markierung „Kein Trinkwasser“. Die grünen „Plumpen“ am Straßenrand sind „Notwasserbrunnen“, 2058 davon hat die Stadt und für den Bezirk Pankow sind 143 angegeben. Sie dienen nicht zum Autowaschen, sondern sollen die Berliner bei Katastrophen und im Kriegsfall versorgen, wenn die normale Wasserzufuhr versagt. Grün lackiert stehen sie an den Straßen. Aber ihr Wasser hat es in sich, ist oft verkeimt oder chemisch belastet. Dabei soll jede 1500 Menschen versorgen. Es fehlt oft Geld für die Wartung: Das kommt aus den klammen Bezirksetats für die Straßeninstandhaltung. |
| Prenz         | Pb14       | Anton-Saefkow-Straße 24 Lage              | dreiteilige Säule                    | 10–15 m     | 1960 | Der Straßenbrunnen im Katastrophenschutz steht 30 Meter gegenüber der Wohnhäuser Anton-Saefkow-Straße 22 zu 24 auf einer Betonplatte inmitten der Grünfläche des westlichen Ausläufers des Anton-Saefkow-Parks. Der Brunnenstandort würde dem Straßenrand der (nicht angelegten) zweiten Fahrbahn entsprechen. Das Auslaufrohr endet über dem viereckigen Rostes wie er dem Einsatz am Sinkkasten des Straßengerinnes entspricht. Der Brunnen gibt nach dem Aufkleber kein Trinkwasser. |
| Prenz         | Pb15       | Teutoburger Platz Lage                    | Lauchhammerpumpe Typ II              | 10–20 m     | 1990 | Der Brunnen 15 steht im südwestlichen Teil des Parks auf dem Teutoburger Platz 40 Meter gegenüber Haus 13 der anliegenden Templiner Straße. Der Notwasserbrunnen für oberflächennahes Wasser ist in der aufwendigen historisierenden Form gestaltet. Typisch der kannelierte Pumpenschaft und als Wasserspender gestalteter Auslauf. Es ist eine Säule zur Notwasserversorgung mit Handhebel. |
| Prenz         | Pb16       | Helmholtzplatz (Ostseite) Lage            | Lauchhammerpumpe Typ II              | 20–30 m     | 1990 | Der Brunnen 16 des Alt-Bezirks Prenzlauer Berg steht auf dem Helmholtzplatz. Er steht am Querweg, der die Schliemannstraße über den Platz führt am Parkweg parallel zur Lettestraße. Der Straßenbrunnen trägt die Markierung „Kein Trinkwasser“. Gegenüber vom Wasseraustritt in Form eines Drachenkopfes wurde die Abdeckplatte mit Drachensymbolen entfernt, an der verbliebenen Umschrift wird auf den Nachbau von 1987 verwiesen. Die Inschrift im Bogen mit erhabenen Gusslettern lautet „Lauchhammerpumpe Typ I“. Darunter ist im Bogen mit kleineren Lettern: Nachbau Fa. Modellbau Beyte, sowie VEB Kunstschmiede Berlin zu erkennen. Im unteren Querbereich stehen die zwei Jahreszahlen 1894 für den Originalentwurf durch Otto Stahn und 1987 für die Nachfertigung anlässlich der Restaurierung der Pumpe zur 750-Jahr-Feier Berlins (damals noch Stadtbezirk Prenzlauer Berg in Ost-Berlin). Unter dem als Drachenkopf gestalteten Pumpenaustrittsrohr befindet sich für überlaufendes Wasser ein rechteckiger Rost, der von Kleinpflastersteinen eingefasst ist. Anzumerken sind die Abstände zwischen den Elementen im unteren Schmuckring am Schaft über dem Austrittsrohr. |
| Prenz         | Pb17       | Kuglerstraße 82 Lage                      | dreiteilige Säule                    | #-#         | 1990 | Der Notwasser-Brunnen 17 steht in der Kuglerstraße am Straßenrand neben dem Haus Nummer 82, vor der abgeschrägten Hausfront mit Krügerstraße 9. Auf dieser Straßensüdseite folgt in gleicher Richtung die Straßenecke zur Krügerstraße. Diese Straßenecke gehörte wohl zur Führung der (aufgehobenen) Gräbstraße und so folgt der Standort der Pumpe. Die charakteristische Pumpe mit der oberen Kappe für die Anbringung des Handschwengels befindet sich zusammen mit dem rechteckigen Abflussrost auf der 1 m × 1,2 m großen aus Beton gegossenen Grundfläche innerhalb des Kleinpflasterstreifen direkt an die Bordsteinkante grenzend. Am unteren Schaftteil befindet sich am gusseisernen Rohr eine mitgegossene (Produktions-)Nummer, die bei manchen, aber nicht allen Brunnen dieses Typs (aus drei Schaftteilen) angebracht ist. „Kein Trinkwasser“. |
| Prenz         | Pb18       | Jablonskistraße 30 Lage                   | sechseckiger Schaft                  | 10–15 m     | 2010 | Der Straßenbrunnen befindet sich (10405 Berlin) 20 Meter zur westlichen Straßenecke der Jablonski- und Winsstraße am Straßenrand vor Jablonskistraße 30 und gegenüber vom Eingang Haus 11. Die Pumpe trägt die Markierung „Kein Trinkwasser“, Eigner ist der Bund. Überlaufendes Wasser fließt in eine runde Auffangvorlage, die halb geschlossen halb mit einem Rost versehen ist. Die Auslauftülle besetzt einen Haken, um einen Eimer einzuhängen. Die Pumpe ist aus vier Teilen zusammengeflanscht. Auf dem Standrohr ist bodengleich ein unteres Stück mit zunächst verziertem quaderförmigen und einem kannelierten zylindrischen Abschnitt angeflanscht. Für die Ausflusstülle folgt ein eigener sechseckiger Teil, dem die sechseckige Säule folgt. Nach oben schließt der Schwengelteil unten rund und darüber viereckig an, den oberen Abschluss bildet ein Kegel. Die Wohnhäuser an der nach den Kriegsschäden noch unbebauten Straßenecke Jablonski- und Eckhaus Winsstraße 44 erfolgte 2010/2011 und die Pumpe wurde erst danach aufgestellt. |
| Prenz         | Pb19       | Kanzowstraße ggü.5 Lage                   | dreiteilige Säule                    | #-#         | 1990 | Er steht am Straßenrand in der Kanzowstraße gegenüber vom Hauseingang Nummer 5. Auf dieser Straßensüdseite befindet sich der Spielplatz als Kanzowstraße 12. Der Standort liegt 100 Meter von der Straßenecke zur Dunckerstraße und 130 Meter zur Prenzlauer Allee. Im Kleinpflasterstreifen des Gehwegs befindet sich die 1 m × 1,2 m große Betonfläche mit dem halbrunden Ablaufrost und der Pumpe, die auf dem Quellstandrohr mit zwei Flanschringen aufgeschraubt ist. Das Hinweisschild „Kein Trinkwasser“ ist in Augenhöhe am Pumpenschaft oberhalb des langen Auslaufrohrs. Gegen das An- oder Umfahren ist der Pumpenzylinder von zwei hüfthohen Aufprallbögen gesichert. Am Ende des gebogenen Griffs des Handschwengels sitzt ein Kugelgewicht (Durchmesser 15 cm) zur Verbesserung der Kraftverhältnisse beim Pumpen und an der Gegenseite davon ein Hartgummiblock zur Dämpfung des Aufschlags beim Herunterdrücken. |
| Prenz         | Pb20       | Pasteurstraße 14 Lage                     | dreiteilige Säule                    | 7–10 m      | 1990 | Diese dreiteilige „Plumpensäule“ steht vor dem Spielplatz an der Ecke Pasteur- und Esmarchstraße. Der untere Säulenteil ist mit dem Brunnenstandrohr bodengleich verflanscht. Daran schließt sich das zylindrische Mittelstück an mit dem Auslauf am unteren Bereich. Nach oben ist eine runde Kappe aufgesetzt, die den Pumpenschwengel trägt, der im Handbetrieb das Auspumpen des Wassers ermöglicht. Der Handgriff ist als Kugel ausgebildet. Für überlaufendes Wasser existiert eine runde Auffangfläche, durch deren halbe Rostfläche eine Verbindung zur Straßenentwässerung besteht. Dieser Brunnen ist als „Kein Trinkwasser“ markiert. Am Auslaufstück befindet sich an der Rundung eine hakenförmige Ausbuchtung für das Einhängen des Wassereimers. |
| Prenz         | Pb21       | Bötzowstraße 20 Lage                      | dreiteilige Säule                    | 7–10 m      | 1990 | Diese Straßenbrunnen steht am Straßenrand vor dem Haus Bötzowstraße 20 und gehört zum Katastrophenschutz und untersteht letztlich dem Bundesamt für Bevölkerungsschutz und Katastrophenhilfe. Der Handschwengel ist am oberen Teil des Pumpenschafts angebracht. Die drei Teile der Brunnenröhre sind an Flaschen zusammengeschraubt und unten auf dem Quellstandrohr. Der Ablauf von überschießendem Wasser erfolgt über einen Tränkstein der in den Gehwegplatten eingepasst liegt. Der Brunnen ist mit Kein Trinkwasser markiert. |
| Prenz         | Pb22       | Eugen-Schönhaar-Straße 4 Lage             | dreiteilige Säule                    | 7–10 m      | 1990 | Der Brunnen 21 steht auf dem Gehweg vor dem Haus Eugen-Schönhaar-Straße 4 etwa 30 Meter südlich der Bernhard-Lichtenberg-Straße. Die drei Teile des Pumpenschaftes sind innerhalb einer Betonfläche auf dem Standrohr aufgeflanscht. Das entnommene Wasser ist als Kein Trinkwasser markiert. Bei der Entnahme überfließendes Wasser gelangt über ein Abflussgitter in die Straßenentwässerung. |
| Prenz         | Pb23       | Rudolf-Schwarz-Straße 20 Lage             | dreiteilig Säule                     | 20–30 m     | 1970 | Der Straßenbrunnen Nummer 23 (aus Alt-Bezirk) steht auf einer Betonfläche im buschig-grünen Mittelstreifen der Rudolf Schwarz-Straße gegenüber vom Wohnhaus 20. Der Überlauf des Quellwassers gelangt durch ein viereckiges Rost in die Straßenentwässerung, dieser Ablauf ist . Der Bundesbrunnen gehört zum Katastrophenschutz, die Pumpe ist mit „Kein Trinkwasser“ markiert. |
| Prenz         | Pb24       | Arnswalder Platz Lage                     | Lauchhammerpumpe Typ II              | 10–15 m     | 1990 | Der Brunnen 24 steht auf dem Arnswalder Platz 40 Meter gegenüber Haus 49 der anliegenden Bötzowstraße. Der Notwasserbrunnen für oberflächennahes Wasser ist in der aufwendigen neobarocken Form gestaltet. Typisch sind der kannelierte Pumpenschaft und der als Wasserspender gestaltete Auslauf. Es ist eine Säule zur Notwasserversorgung mit Handhebel. Der Brunnen steht am vom Park überlagerten Verlauf der Dietrich-Bonhoeffer-Straße und westlich vom Platz überbauten Straßenteil. |
| Prenz         | Pb25       | Syringenplatz #1 Lage                     | einteilige Säule                     | 15–20 m     | 1970 | Der Straßenbrunnen Nummer 25 steht auf dem dreieckigen Südende des Syringenplatzes (Park). An der Kreuzung von den Straßen Am Weingarten / Maiglöckchenstraße zu Syringenplatz/-weg steht er gegenüber vom Haus Syringenplatz 2. Der Pumpenkörper besteht aus einer einteiligen zylindrischen Röhre die oben mit einer angeschraubten Platte mit Knuppel abgedeckt ist. Der Handschwengel ist in einem Drehpunkt in der Dreieckanschweißung am oberen Rohrende angebracht, auf dem gerundeten Handgriff ist eine „unrunde“ Kugel aufgesetzt. Der Brunnenkörper ist innerhalb einer gepflasterten Fläche mit dem Quellrohr verbunden. Der Überlauf geht in eine runde Bodenplatte zur Straßenentwässerung. |
| Prenz         | Pb26       | Korsörer Straße 21 Lage                   | Krausebrunnen                        | #-#         | 1960 | Der (Notwasser-)Brunnen 26 steht in der Korsörer Straße am Straßenrand vor dem Haus Nummer 21 etwa an der Hausgrenze zu 22. Auf der Straßensüdseite liegt der Standort 90 Meter von der Straßenecke zur Ystader Straße entfernt. Die Pumpe aus der Firma Krause Neusalz a.Oder wurde offensichtlich später auf dieser Stelle aufgestellt, zusammen mit dem viereckigen Ablaufrost steht sie auf einer im Quadrat (knapp) anderthalb Meter großen Betonfläche zum Bordstein am Gehweg auf dessen kleingepflastertem Randstreifen. |
| Prenz         | Pb27       | Husemannstraße 11 Lage                    | Lauchhammerpumpe Typ II              | 20–30 m     | 1990 | Die Lauchhammer-Pumpe Nummer 27 steht vor dem Haus Husemannstraße 11. Die Husemannstraße wurde zur 750-Jahr-Feier Berlins 1987 „aufgeschönt“, dabei wurde auch der historische Brunnen von 1895 nach Entwurf von Otto Spahn aufgearbeitet. Die Inschrift auf einer der vier unteren Seiten im Bogen lautet „Lauchhammer-Pumpe Typ I // Nachbau Fa. H. Beyte Modellbau u. VEB Kunstschmiede Berlin“. Die Jahreszahlen sind auf dieser Platte nicht vorhanden. Typisch für die Lauchhammerpumpen sind Der Wasseraustritt als Drachenkopf, wobei die Drachennase den Aufhängehaken für den Wassereimer bildet, sowie der kegelige Aufsatz am oberen Ende charakterisieren den Typ II mit Drachenmotiven. Auf der ersetzten Seitenplatte mit dem Drachen ist dagegen (versehentlich oder irrtümlich) „Lauchhammer-Pumpe Typ I“ in erhabener Schrift gegossen. Der Überlauf geht in den Tränkstein, der an der Bordsteinkante mit der Rinne und Bogenteil zur Straße weist. „Die Lauchhammer Pumpe in der Husemannstraße ist voll in Schuss. Nach ein, zwei Pumpversuchen mit dem mächtigen Schwengel spuckt sie Wasser aus der Drachenkopftülle.“ Ein rotumrandetes Schild zeigt „Kein Trinkwasser“ an. Die Inschrift zum Nachbau von 1987 befindet sich auf der dem Drachenkopf gegenüberliegenden Bogenplatte. Der Drehpunkt des verzierten Handschwengels sitzt am iberen Schmuckkranz mit symbolisiertem Schleifenband. Ein Video zum Lauchhammerbrunnen Pb27 ist auf Youtube vorhanden.                                                    |
| Prenz         | Pb28       | Schönhauser Allee 134a Lage               | Lauchhammerpumpe Typ II              | 10–15 m     | 1900 | Der Brunnen 28 im Ortsteil Prenzlauer Berg gehört zu den Lauchhammerpumpen der 1890er Jahre. Die gusseiserne Handpumpe für oberflächennahes Wasser ist in neobarocker Form und mit aufgesetzten Figuren gestaltet. Der Brunnen besitzt zum Fußweg hin unter dem Auslauf einen Tränkstein für überlaufendes Wassers. Der den Bordstein ersetzende Einsatz hat eine Abflussrinne an der runden Erweiterung zur Fahrbahn und einen Zufluss vom Brunnenfuß zum Beckenoval. Am Brunnen fehlt ein Hinweis auf eine Restaurierung oder Rekonstruktion wie an anderen Lauchhammerpumpen im Ortsteil, als einem Nachbau von 1987 des VEB Kunstschmiede Berlin. Der Brunnen stand in dieser Form schon 1983 an dieser Stelle vor dem Uhrengeschäft Weist. Zu diesem Zeitpunkt fehlte am Austrittsrohr der Fischkopf als Verkleidung. Mit der Lage in Prenzlauer Berg, der um 1900 zu (Alt-)Berlin gehörte ist der Brunnen wohl bereits bis 1897 mit den anderen Lauchhammerbrunnen aufgestellt worden. |
| Prenz         | Pb29       | Sültstraße 27 Lage                        | dreiteilige Säule                    | 20–30 m     | 1990 | Der Brunnen 29 steht unweit der Kreuzung der Erich-Weinert-Straße vor dem Haus Sültstraße 27. Es ist eine schmucklose funktionelle Säule zur Notwasserversorgung. Der Straßenbrunnen trägt die Markierung „Kein Trinkwasser“. |
| Prenz         | Pb30       | Fröbelstraße Lage                         | einteilige Säule                     | 20–30 m     | 1970 | Der Brunnen 30 steht gegenüber vom Fröbelplatz an der Nordseite der Fröbelstraße 70 Meter zur Ecke der Prenzlauer Allee. Der Aufstellort liegt unweit vom Eingang zum Haus 3 des Bezirksamtsstandortes vor dem Grundstück 17 (dem ersten nummerierten der Fröbelstraße). Der Brunnen besteht aus einem einteiligen zwei Meter langen Pumprohr. Wie bei den anderen Pumpen dieses Typs ist am gerundeten Handgriff ein kugeliger Vielflächner als Ausgleichgewicht aufgesetzt, an einem flachen oberen Hebelteil ist ein gebogener Stabteil. Der Gehweg besitzt am Bordstein einen kleinpflasterstreifen auf dem die Pumpe steht und auch der runde Bodenrost für Überlaufwasser. |
| Prenz         | Pb31       | Wichertstraße ggü. 18 Lage                | einteilige Säule                     | #-#         | 1990 | Der Brunnen 31 steht in der Wichertstraße unweit vom Humannplatz und westlich der Kreuzung mit der Stahlheimer Straße. Es ist eine schmucklose funktionelle Säule zur Notwasserversorgung. Der Straßenbrunnen trägt die Markierung „Kein Trinkwasser“. |
| Prenz         | Pb32       | Stargarder Straße 31 Lage                 | Krause                               | 20–30 m     | 1970 | Der Brunnen 32 steht in der Stargarder Straße am Straßenrand gegenüber vor dem Grundstück Nummer 52 (kein Vorderhaus). Auf dieser Straßensüdseite folgt dem Standort die Einmündung der Senefelderstraße. Das der Pumpe anliegende Grundstück (Stargarder Straße 31) ist ein Spielplatz, das Vorkriegswohnhaus wurde bei den Luftangriffen zerstört und nach der Trümmerbeseitigung entstand hier lediglich eine kleine Grünfläche. 2019 wurde der Brunnenkörper abgebaut, da die Quelle versandt war und die Pumpe nicht mehr einsatzfähig. 2020 wurde an diesem Standort ein Krause-Brunnen neu aufgestellt. |
| Prenz         | Pb33       | Conrad-Blenkle-Straße 61 Lage             | dreiteilige Säule                    | 20–30 m     | 1970 | Der Brunnen Pb33 befindet sich (vor dem Parkplatz) in der Conrad-Blenkle-Straße gegenüber vom Wohnhausgrundstück 61, 25 Meter von der Straßen(nord-)ecke mit der Cotheniusstraße entfernt. Der Brunnen gibt kein Trinkwasser, es ist ein Hinweisschild angebracht. Der Gehweg an der Nordseite ist asphaltiert, der Brunnen steht zusammen mit dem runden Abflussrost auf einer gesondert eingegossenen Betonfläche. |
| Prenz         | Pb34       | Immanuelkirchstraße 1a Lage               | Krausebrunnen                        | 10–20 m     | 1930 | Der Straßenbrunnen Nummer 34 steht gegenüber vom Haus Immanuelkirchstraße 36 am südlichen Straßenrand in Höhe des Durchgangs zwischen Kirchengrundstück #1a und den Wohnhäusern, das sind etwa 80 Meter von der Prenzlauer Allee. Der Brunnen hat die klassizistische Form der Krausepumpen aus Neusalz a.d.Oder. Der achteckige Unterteil ist mit einer Platte mit vier Schrauben auf dem Quellrohr aufgeschraubt, an diesem Abschnitt ist auch das Auslaufrohr als Drachenkopf angesetzt. Der obere zylindrische Teil ist kanneliert und „entspringt“ einem Blütensymbol. Der obere Teil mit der angesetzten Dreieckplatte für den Schwengel ist nochmals mit einem Kranz aus Blütenmustern umringt. Den oberen Abschluss bildet eine gestaltete Platte auf der ein Gegenkegel mit einem symbolischen Pinienzapfen abschließt. Das Überlaufwasser fällt in die runde Bodenplatte (einen halben Meter neben der Bordsteinkante) die Anschluss zur Straßenentwässerung hat. Der untere Teil des Schwengels ist ein gebogenes Stabeisen in die am unteren Teil die Ausgleichkugel mit einem Dämpfhartgummi eingesetzt ist. |
| Prenz         | Pb35       | Erich-Boltze-Straße ggü.13 Lage           | dreiteilige Säule                    | 20–30 m     | 1970 | Der Notwasser-Straßenbrunnen Pb35 steht (vor dem Kindergarten) in der Erich-Boltze-Straße gegenüber vom Wohnhausgrundstück 13. Der Standort an der östlichen Straßenseite der Erich-Boltze-Straße befindet sich 35 Meter von der Ernst-Fürstenberg- und 40 Meter von der Conrad-Blenkle-Straße entfernt. Die Pumpensäule aus drei Schaftteilen und auf dem Quellstandrohr aufgesetzt steht zusammen mit dem runden Abflussrost auf einer Kleinpflasterfläche innerhalb der Formsteine des Gehwegs. Unweit liegt ein Schleusendeckel der Kanalisation. |
| Prenz         | Pb36       | Sonnenburger Straße 75 Lage               | dreiteilige Säule                    | 20–30 m     | 1970 | Der Straßenbrunnen 36 steht in der Sonnenburger Straße am Straßenrand gegenüber vor dem Eckgebäude Nummer 75, das zum Grundstück des Umspannwerk Kopenhagener Straße 61 gehört. Der Standort liegt Sonnenburger Straße an der Südwestecke zur Kopenhagener Straße, schräg über diese Kreuzung hinweg führt die Schönfließer Brücke über die Ringbahn. Der Brunnen ist neben einer Baumscheibe am Rand des Gehwegs mit einem runden Abfluss mit halbrundem Rost in einer gesondert gepflasterten Fläche aufgestellt. Ungewöhnlich ist die Anordnung des an der Kappe angesetzten Handschwengels um 90° versetzt (also quer) zum Auslaufrohr. Kein Trinkwasser. |
| Prenz         | Pb37       | Greifswalder Straße 120 Lage              | einteilige Säule                     | 15–20 m     | 1990 | Der Notwasserbrunnen 37 ist eine funktionell ausgeführte Handpumpe für oberflächennahes Wasser. Der Pumpenschaft ist ein einfaches Rohr mit knapp 20 cm Durchmesser. Der Brunnen steht nahe der Nordecke des Anbaus Greifswalder Straße 122 (vormalige Poliklinik, jetzt Ärztehaus). Der Standort liegt im grünen Winkel von Greifswalder Straße 120 ist er 35 m und hinter Michelangelostraße 1 sind es 40 m. Auf Grund der Wasserqualität hat das Gesundheitsamt das (schwarzumrandete) Schild „Kein Trinkwasser“ gesetzt. Das Kolbenrohr und der runde, halboffene Abfluss unter dem Auslaufrohr stehen auf einer 1,5 * 1,0 m² großen Betonplatte in der Rasenfläche. |
| Prenz         | Pb38       | Hans-Otto-Straße (ggü.60) Lage            | einteilige Säule                     | 20–30 m     | 1970 | Der Straßenbrunnen Nummer 38 steht gegenüber vom Wohnhaus Hans-Otto-Straße 60 auf dem Gehweg (Straßenrand) vor dem Grundstück der Bötzowgrundschule (Turnvater-Jahn-Grundschule) 35 Meter südlich der Südwestecke zur John-Schehr-Straße. Der Brunnen steht auf einer von dem umgebenden betonierten Gehweg ausgesparten Bodenfläche. Das ganze Rohr ist auf dem Quellstandrohr aufgeschraubt. Für das überschießende Pumpwasser besteht aus dem Auslauf parallel zur Bordsteinkante keine gesonderte Abflusssenke, es gelingt unmittelbar ins Grundwasser. Markiert ist das Rohr mit dem rotberandeten Schild „Kein Trinkwasser.“ |
| Prenz         | Pb39       | Pasteurstraße 52 Lage 10–15 m             | einteilige Säule                     | 10–15 m     | 1990 | Der Straßenbrunnen Nummer 39 steht am Straßenrand der südöstlichen Ecke der Pasteurstraße an der (Vor-)Grünfläche der rückgesetzten Kniprodestraße 118b / Pasteurstraße 52. Er ist 20 Meter von der Straßenecke Kniprodestraße entfernt. Das Auslaufrohr steht quer zur Bordsteinkante und ist am durchgehenden Pumpenzylinder mit einer Lasche angeschraubt. Der Brunnen ist zwischen den 30 cm breiten Pflasterstreifen am Gehweg auf das Quellstandrohr bodengleich aufgeschraubt. Für den Wasserüberlauf gibt es keinen Auffangrost, vielmehr fließt dieses über die Bordsteinkante und das Regenwassergerinne ab. |
| Prenz         | Pb40       | Gürtelstraße 26 Lage                      | einteilige Säule (BK)                | 10–15 m     | 1970 | Der Brunnen Nummer 40 in Prenzlauer Berg steht am östlichen Ende der Gürtelstraße, die am Südrand des Jüdischen Friedhof Weißensee als Fußweg weiterführt. Er steht am Straßenrand der Gürtelstraße vor dem Gebäude Gürtelstraße 26, Grundstücksgrenze zu 25. Der Standort befindet sich gegenüber der Freien Waldorfschule am Prenzlauer Berg und vor dem Gebäude 26 der Nordberliner Werkgemeinschaft für Behinderte und in 25 eine Kindertagesstätte. Der Pumpenzylinder auf seinem Quellstandrohr aufgeschraubt besitzt ein kurzes Auslaufrohr mit Haken. Zusammen mit dem runden halboffenen Straßeneinlass steht er zwischen den Gehwegplatten aus der Bauzeit um 1970. Bei einer Begehung im Juli 2019 floss beim Pumpen Wasser, aber der Schwengel klemmte. Der Handgriff war mit Flatterband markiert. |
| Prenz         | Pb41       | Liselotte-Herrmann-Straße #14 Lage        | dreiteilige Säule                    | 15–20 m     | 1970 | Der Straßenbrunnen Nummer 41 im Ortsteil Prenzlauer Berg des Berliner Bezirks Pankow steht am Straßenrand vor dem Spielplatz auf dem Grundstück Liselotte-Herrmann-Straße 14 (ggü. Haus 12) an der Nord-Ecke mit der Hans-Otto-Straße. Der Brunnen besteht aus drei zylindrischen Teilen. Das untere Teil ist mit dem Quellrohr verflanscht, am mittleren Teil befindet sich unten in Hüfthöhe das Auslaufrohr mit Aufhängehaken und der letzte halbe Meter oben ist der Ansatz des Handschwengels. Entwässert wird der Überlauf in einen runden Bodenablauf. Der Brunnen steht nahe am Bordstein auf dem Kleinpflasterstreifen, der im Standbereich extra (größer) gepflastert ist. |
| Prenz         | Pb42       | Straßburger Straße 33 Lage                | dreiteilige Säule                    | 20–30 m     | 1970 | Der Straßenbrunnen Nummer 41 im Ortsteil Prenzlauer Berg des Berliner Bezirks Pankow steht am westlichen Straßenrand der Straßburger Straße vor dem Hauseingang 33 (gegenüber Haus 24). Der Standort befindet sich 40 Meter von der Nordecke mit der Metzer Straße auf der Freifläche an einem Straßenbaum. Der aus drei Teilen bestehende Pumpenzylinder ist neben dem auf einem betonierten, teils gepflasterten Viereck aufgestellt. Am Schaft ist das Kein-Trinkwasser-Schild angebracht. Das Auslaufrohr ist von der Straße abgewandt und endet oberhalb über dem runden Ablauf innerhalb der Pflasterung. Das Gebäude Straßburger Straße wurde in den 2010er Jahren erbaut, wobei der Brunnen dem Katastrophenschutz (BBK) im Eigentum des Bundes nicht beräumt wurde. |
| Prenz         | Pb43       | Ella-Kay-Straße (#1) Lage                 | Krausebrunnen                        | 10–15 m     | 1925 | Der Straßenbrunnen Nummer 43 steht 30 Meter in die Ella-Kay-Straße hinein von deren Mündung an der Danziger Straße. Der Standort der Krausepumpe ist an der Grünanlage zur Diesterwegstraße westliche Straßenseite, hier befand sich der Danziger Platz (Platz G) mit den Häusern der im Krieg zerstörten Volksschule. Für den Überfluss unter dem gebogenen Auslaufende befindet sich ein runder Bodenrost, der zusammen mit der Pumpe auf einer rechteckigen Betonplatte auf dem Gehweg steht. |
| Prenz         | Pb44       | Heinrich-Roller-Straße 20 Lage            | Gehäuse mit Wappenschild             | 7–10 m      | 1990 | Der Straßenbrunnen Nummer 44 im Ortsteil Prenzlauer Berg des Berliner Bezirks Pankow steht vor dem Haus 20 der Heinrich-Roller-Straße an der Nordostecke zur Winsstraße. Das Wappenschild auf dem runden kannelierten Mittelteil der Pumpe besteht aus verschlungenen Buchstaben „P“ und „G“. Der achteckige gestufte Unterteil ist etwa 80 cm hoch. Darauf ist der mittlere zylindrische Teil aufgeschraubt, der unten von einem Wellensymbol umrundet wird an dem der Brunnenauslauf ein Fisch ist, der runde Abschnitt mit dem Kolbengestänge ist mit Kannelen verziert. Den oberen Abschluss bildet wiederum ein Wellenmotiv auf dem ein Blätterkranz aufsitzt. Letzterer trägt eine Platte von deren vier Schneckenfiguren eine als Drehpunkt des Handschwengels ausgeformt ist. Den Abschluss darüber symbolisiert eine Flammenschale. Unter dem Wasserauslauf aus dem Fischmaul bildet ein Tränkstein mit seinem Abfluss über zwei Kleinpflastersteine zum Bordstein. Der Brunnen des Katastrophenschutzes ist mit „Kein Trinkwasser“ markiert. |
| Prenz         | Pb45       | Danziger Straße 30 Lage                   | Krausebrunnen                        | 20–30 m     | 1990 | D im Ortsteil Prenzlauer Berg vom Berliner Bezirk Pankow In der Danziger Straße am Straßenrand vor dem Haus Nummer 30 steht der Brunnen 45 des Alt-Bezirks Prenzlauer Berg. Auf der Südseite der breiten Danziger Straße liegt der Standort dieser Krauspumpe wenige Meter von der Straßenecke zur Husemannstraße. Die Brunnensäule steht auf einer kleinen betonierten Unterlage, in die auch ein Tränkstein eingesetzt ist, dessen Rinne liegt parallel zum Straßenlauf und ablaufendes Wasser führt über den Gehwegrand ins Schnittgerinne zur Straßenentwässerung. Kein Trinkwasser. |
| Prenz         | Pb46       | Dunckerstraße ggü.33 Lage                 | Krausebrunnen                        | #-#         | 1990 | Die Krausepumpe hat ihren Standort an der westlichen Straßenseite vor dem Sportplatz Dunckerstraße (der Wilhelm-Humboldt-Schule) etwas versetzt zur gegenüber mündenden Zelterstraße. Der Brunnen 46 steht in der Dunckerstraße am Straßenrand gegenüber dem Haus Nummer 33. Bei der Vor-Ort-Besichtigung (November 2017) war der Drehbolzen in der Halterung für den Handschwengel herausgerutscht, was die Bedienbarkeit verhindert. Er war damit ein Beispiel welche Aufgaben für die Instandsetzung solcher Brunnen bestehen. Ansonsten gibt es das Hinweisschild „Kein Trinkwasser“. Aufgesetzt ist diese Pumpsäule mit ihren halboffenen runden Ablauf auf einer Betonfläche, die von ihrer Fläche her wohl auch eine vormals vorhandene Inspektionsabdeckung zum Quellrohr einschließt. Die Lage der Betonfläche ist innerhalb des Pflasterstreifens am Gehweg an die Bordsteinkante anschließend. |
| Weißs         | Ws01       | Börnestraße 21 Lage                       | Krausebrunnen                        | 7–10 m      | 1960 | Diese Weißenseer Pumpe ist die einzige in aufwendiger Form aufgestellte. Nach dem Äußeren ist es eine jener ab 1921 von der Eisenhütten- und Emaillierwerk Wilhelm von Krause in Neusalz (Schlesien) hergestellte Pumpen in klassizistischer Gestalt. Sie besteht aus einem achteckigen verzierten Untersockel an dem der Auslauf in Form eines Drachenkopfes angeschraubt ist. Am Drachenkopf ist vorn die Aufhängung für den Fülleimer ausgebildet. Der Überlauf führt durch eine runde Abdeckplatte direkt in die Straßenentwässerung. Oberhalb vom unteren Pumpenteil, das direkt auf dem Standquellrohr sitzt, befindet sich ein Zylinder, in dem die Kolbenstange geführt wird. Unten ist dieser mit einer fassförmigen blattgeschmückten Erweiterung ausgeformt. Nach oben folgt ein zylinderförmiger kannelierter Abschnitt, der mit der angefügten Halterung des Handschwengels endet und um dessen Rohr mit einem Blattkranz verziert ist. Den Abschluss der über zwei Meter hohen Säule bildet ein angeschraubter Deckel auf dem ein Pinienzapfen als Verzierung sitzt. Der Pumpenschwengel besitzt eine etwa 15 cm große Kugel zur Gewichtsverstärkung beim Herunterdrücken und einen Gummiblock um den Stoß zu dämpfen. Der Aufstellort befindet sich in Höhe Börnestraße 21 vor dem Verkaufsgebäude, das seit den 2010er Jahren die ehemalige Kaufhalle ersetzt. Organisatorisch ist es ein Bundesbrunnen des Katastrophenschutzes, der 10 m von der Nordwestecke mit der Langhansstraße steht.                               |
| Weißs         | Ws02       | Behaimstraße 47 Lage                      | einteilige Säule                     | 10–15 m     | 1990 | Der Straßenbrunnen steht an der Westecke von Behaim- und Charlottenburger Straße nahe dem Fahrbahnrand der Behaimstraße, exakterweise am Eckhaus Charlottenburger Straße 126. Neben dem Bordstein befindet sich eine gesonderte Kleinpflasterfläche, in der auch der runde Gerinne-Ablauf für überschießendes Pumpenwasser eingelassen ist. Die gut runde Gewichtskugel ist am Ende des Handgriffs aufgesetzt. Die Pumpensäule ist mit sieben Schrauben auf dem runden Kranz am Fuß auf dem Quellrohr aufgeschraubt. Das rotumrandete Schild besagt: Kein Trinkwasser. |
| StaMa         | Ws03       | Ortnitstraße 89 Lage                      | dreiteilige Säule                    | 7–10 m      | 1970 | Der Straßenbrunnen Ws03 steht im Berliner Bezirk Pankow, Ortsteil Stadtrandsiedlung Malchow. Es ist eine einfache funktionelle Pumpsäule aus drei aufeinandergesetzten Röhren, die unten auf das Quellstandrohr aufgeflanscht sind. Der Abfluss für überfließendes Wasser ist ein runder Deckel, der halb geschlossen, halbrund als Rost ausgebildet ist. Der obere Teil mit dem Pumpenschwengel ist als 50 cm lange Kappe ausgebildet. Er steht am Straßenrand der Ortnitstraße vor Grundstück 89, nahe Ortnitstraße/Nachtalbenweg. Der Brunnen ist mit einem (älteren) Vermerk "Kein Trinkwasser" versehen. |
| Weißs         | Ws04       | Große Seestraße 108d Lage                 | einteilige Säule                     | 4–7 m       | 1990 | Auf dem Grünstreifen mit Bäumen am Bordstein neben dem Gehweg steht die einfache Pumpensäule auf einer gepflasterten Fläche, in der der runde Abfluss ins Entwässerungsnetz eingesetzt wurde. In Hubhöhe ist am Pumpenrohr ein vergleichsweise kürzeres Auslaufrohr mit einer Lasche als Aufhängung angebracht. Der Aufstellort liegt knapp zwanzig Meter von der nördlichen Straßenecke Große See-/ Schönstraße. Am Brunnenschaft ist das (Weißenseer) Schild „Kein-Trinkwasser“ ohne roten Rahmen angebracht. Die 15 Meter durch eine Grünfläche vom Gehweg entfernten Häuser wurden zu Beginn der 1960er Jahre erbaut. |
| Weißs         | Ws05       | Bernkasteler Straße 10 Lage               | dreiteilige Säule                    | 10–20 m     | 1990 | Der Straßenbrunnen steht im Ortsteil Weißensee des Berliner Bezirks Pankow am Straßenrand neben einem großen Baum am Eingang der Kita Bernkasteler Straße 10, wobei der Zaun am Kita-Grundstück zurückgesetzt ist. „Kein Trinkwasser“, gegenüber befindet sich eine Grünanlage vor den Häusern. Der Abfluss überlaufenden Wassers erfolgt über eine Rostplatte in die Straßenentwässerung. |
| Weißs         | Ws06       | Pistoriusstraße 121 Lage                  | einteilige Säule                     | 10–15 m     | 1990 | Der Straßenbrunnen steht vor dem Haus Pistoriusstraße 121 auf einer gesondert gepflasterten Fläche am südlichen Straßenrand, 20 m abseits vom Pistoriusplatz. Die einfache Pumpensäule mit einem Abfluss in einen runden Rost steht auf einer gesondert gepflasterten Fläche am Kleinpflasterstreifen des Gehwegs und mit einem Geländer gegen die Fahrbahn und parkende Autos begrenzt. Der Wasserüberlauf ist offensichtlich bei den benachbarten Krähen beliebt. Rotumrandetes Hinweisschild "Kein Trinkwasser". |
| Weißs         | Ws07       | Gäbler-/ Holzkircher Straße Lage          | dreiteilige Säule                    | 10–15 m     | 1990 | Der Brunnen steht auf der Grünfläche (1000 m²) vor der ehemaligen Kaufhalle. Dieser unbenannte Platz wird durch die (verlängerte) Preunelstraße, die Holzkircher Straße und die (abbiegende) Gäblerstraße gebildet, der Brunnen steht 5 m vom Weg etwa auf der Verbindungslinie Gäblerstraße 94–Holzkircher Straße 15b. Die Straßenpumpe besteht aus drei zylindrischen Teilen, einem unteren Abschnitt der auf dem Quellstandrohr steht, dem mittleren Teil mit dem angeschraubten Ausfluss und der oberen Kappe mit dem Handschwengel an dessen unteren Handgriff eine ausgleichende Gewichts-Kugel aufsitzt. Der Brunnen ist mt dem rotumrandeten Schild "Kein Trinkwasser" markiert, dieses Schild steht dafür, dass es nach 2000 angebracht wurde. Dieser Weißenseer Brunnen des Zivilschutzes gehört dem Land Berlin. |
| Weißs         | Ws08       | Meyerbeerstraße 80 Lage                   | dicke Säule (zweiteilig)             | 15–20 m     | 1990 | Der Straßenbrunnen Ws08 ist für den Ortsteil Weißensee im Berliner Bezirk Pankow auf dem bis zur Meyerbeerstraße reichenden Gelände der Picassogrundschule Gounodstraße 71 aufgestellt. Das Grundstück Meyerbeerstraße 80 gehört zum Schulgelände (Nordwestecke) und der Brunnen steht hinter dem Zaun am Buschstreifen etwa 10 Meter vom Straßenrand und ist so zu bestimmten Zeiten, also nicht durchgehend zugänglich. Dieser Brunnen unterscheidet sich von anderen Weißenseer Pumpen durch die Dicke des Schafts. Außerdem besteht er aus zwei Teilen: der untere Zylinder ist mit einer Platte auf dem Standrohr angeschraubt. Am unteren Teil ist zudem an einem angeschweißten viereckigen Block der Auslauf angeschraubt. Der obere Teil der Säule (mit der Kolbenstange) ist mit vier Schrauben am unteren befestigt, hier ist auch die Befestigung des Pumpenschwengels am oberen Ende befestigt. Der Schwengel hat einen gebogenen Handgriff und die Gewichtskugel ist nicht am Ende, sondern gleichhoch an der Griffstange. Der dämpfende Gummiblock ist am Pumpenschaft angebracht. Den oberen Abschluss bildet ein kegeliges „Dach“ mit einem kugeligen Knuppel. Das „Kein Trinkwasser“-Schild ist rotumrandet. Der Ausfluss hat am gebogenen Auslauf einen Haken zum Aufhängen eines Eimers. Der Brunnen ist von einer runden Pflasterfläche umgeben auf dem sich der runde Abfluss für überlaufendes Wasser befindet, es besteht damit die Verbindung zum Netz Straßenentwässerung.                                        |
| Weißs         | Ws09       | Streu-/Roelckestraße Lage 15–20 m         | dreiteilige Säule                    | 15–20 m     | 1980 | Der Straßenbrunnen aus drei verschraubten Zylinderabschnitten steht im Schulhof der Heinz-Brandt-Schule. Das eigentliche Grundstück Streustraße 39 (80 Meter zur Roelckestraße) des Standortes ist ansonsten unbebaut, die Pumpe steht 50 Meter zur Fahrbahn der Streustraße. Entsprechend der Lage am Schulgarten ist unter dem kurzen Pumpenauslauf mit Haken eine Abflussrinne aus Kleinpflastersteinen aufgebaut, das überlaufende Wasser versickert danach im Boden |
| Weißs         | Ws10       | Bizetstraße 64 Lage                       | A 11 ungeklärt                       | 15–20 m     | (-)  | Der Weißenseer Straßenbrunnen 10 ist unter Bizetstraße 64 aufgenommen, der nächstgelegene Notwasserbrunnen steht unweit vor der Herbert-Baum-Straße 21. (Vergleiche: Kitaplatz*). Jedoch ist auf dem Spielplatz eine A11-Pumpe auf einem Brunnenständer aufgebracht, diese war silbern lackiert. |
| Blanb         | Ws11       | Freischützstraße (#15) Lage               | einteilige Säule                     | 2–2,5 m     | 1990 | Der Straßenbrunnen Nummer 11 steht in der Freischützstraße (Nordseite) zwischen Flaischlenstraße (am Pankedurchfluss) und Burgwallstraße und liegt dem Grundstück Burgwallstraße 62 an. Er steht 20 Meter von der Nordecke der Kreuzung Freischütz-/Burgwallstraße und 30 Meter von der Pankebrücke. Die Pumpenröhre mit der Kolbenmechanik ist oben mit einem Deckel abgeschlossen und unten unmittelbar auf das Quellrohr verschraubt. Der an der Pumpenröhre angefügte runden Ansatzstück trägt den kurzen angeschraubte Auslauf, an dessen (End-)Bogen eine Lasche als Einhänghilfe aufsitzt. Darunter befindet sich der runde Bodenrost. Die Straße hat keine Kanalisation der Straßenentwässerung. Die Pumpenanlage steht auf einer Betonplatte am Rand des kürzlich ausgebesserten Gehwegs und wird durch zwei Baumschutzbügel gegen auffahrende Fahrzeuge geschützt, wie diese auch bei Straßenbäumen genutzt sind. |
| Blanb         | Ws12       | Harzburger Straße (ggü. 10) Lage          | einteilige Säule                     | 20–30 m     | 1970 | Nummer 12 steht in der Harzburger Straße (Nordseite) gegenüber von Hausnummer 10. Er steht dabei vor dem unbebauten Eckgrundstück Thaler Straße 26. Die Pumpe befindet sich 20 Meter von der Nordostecke der Harzburger/Thaler Straße. Die Pumpenröhre mit der Kolbenmechanik ist oben mit einem Deckel abgeschlossen und unten unmittelbar auf das Quellrohr verschraubt. Der an der Pumpenröhre angefügte runden Ansatzstück trägt den kurzen angeschraubte Auslauf, an dessen (End-)Bogen eine Lasche als Einhänghilfe aufsitzt. Darunter befindet sich der runde Bodenrost. Die Straße hat keine Kanalisation der Straßenentwässerung. Die Pumpenanlage steht auf einer Betonplatte am Rand des kürzlich ausgebesserten Gehwegs und wird durch zwei Baumschutzbügel gegen auffahrende Fahrzeuge geschützt, wie diese auch bei Straßenbäumen genutzt sind. |
| Blanb         | Ws13       | Kirchstraße 19 (13129) Lage               | einteilige Säule                     | 10–15 m     | 1990 | Der Straßenbrunnen Nummer 13 im Ortsteil Blankenburg steht vor der Kirchstraße 19 (Nordseite) und dabei 20 Meter von der Gehwegecke Kirch-/ Ziegelstraße entfernt. Bei den Straßenbauarbeiten von 2008 wurde der Brunnen entfernt und neu angebunden. Er steht auf einer Betonplatte auf dem Randstreifen der Straße, der den Gehweg ersetzt. Unter dem kurzen Auslauf befindet sich die runde Ablassplatte mit halben Rost. An der Pumpensäule wurde das Hinweisschild des Altbezirks durch eine neue rotumrandete Markierung des Gesundheitsamtes Kein Trinkwasser ersetzt. Im Gegensatz zu den meisten Pankower Straßen steht hier ein Brunnen des Landes der zum Zivilschutz gehört. |
| Blanb         | Ws14       | Ziegelstraße 63 Lage 10–15 m              | dicke Säule (zweiteilig)             | 10–15 m     | 1990 | Der Straßenbrunnen 14 steht an der Einmündung der Ziegelstraße auf den Lindenberger Weg, Südwestecke gegenüber der Felder. Die benachbarten Grundstücke sind Ziegelstraße 69 und Lindenberger Weg 50. Die Brunnensäule mit der Kolbenmechanik gehört zu den im Bezirk selteneren dicken Rohren aus zwei Teilen. Das hüfthohe Ausflussrohr gehört zum unteren Teil, oben ist ein Dreieck angeschweißt, in dem der Handschwengel gelagert ist. Die Anlage ist mit einer viereckigen Bodenplatte auf dem Standrohr aufgeschraubt und steht insgesamt auf einer Betonfläche innerhalb des Rasens der abgeschränkten Grundstücksecke. Darin ist gleichfalls der runde Überlaufrost unter dem langen Tüllenbogen eingelassen. |
| Blanb         | Ws15       | Hartmutstraße 5 Lage 2–2,5 m              | dreiteilige Säule                    | 2–2,5 m     | 1970 | Der Brunnen Nummer 15 steht in der Hartmutstraße zwischen Burgwall- und Rudelsburgstraße, am Straßenrand zwischen den Grundstücken 5 und 4. Der Brunnen mit einer langen Auslauftülle steht auf einer Betonfläche auf dem grünen Straßenrand, den Ablauf in den Boden ermöglicht ein viereckiger Einsatz mit dem Abflussrost. Die Quelllage dieser Pumpe ist je 100 Meter zwischen Bahnstrecke und Autobahn. |
| Karow         | Ws16       | Nerthusweg 69 Lage                        | dreiteilige Säule                    | 30–40 m     | 1975 | Der Straßenbrunnen 16 in der „Stadtrandsiedlung Kappgraben“ steht auf der Dreieckfläche zwischen Nerthusweg, Zum Kappgraben und zusätzlich vom Ebenrotsteig. Der Standort liegt schräg der Grundstückseinfahrt Nerthusweg 69/69a. Die Pumpe ist mit dem Fuß auf dem Standrohr aufgeschraubt und zusammen mit dem runden Abflussrost auf einer betonierten rechteckigen Platte eingesetzt. Dieser Standort existiert seit um 1970. |
| Karow         | Ws17       | Busonistraße 14 Lage                      | einteilige Säule                     | 10–15 m     | 1990 | Der Straßenbrunnen 17 steht am 0,4 ha großen Danewendplatz, begrenzt von Heimfried-/Busoni- und Woranstraße. Der betonierte Aufstellort der Pumpensäule und dem runden Abflussrost gehört zum unbebauten, nicht umzäunten Grundstück Busonistraße 14. Letzteres bildet die Ostecke der Busonistraße mit Am Danewend, 35 Meter gegenüber dem Wohnhaus Am Danewend 6. Anliegend am Danewendplatz (Straßennummer 40551) stehen neben der Notwasserpumpe drei Recyclingbehälter. Die bisherige Wasserpumpe wurde Ende des Jahres 2024 durch eine neue ersetzt, wie im Bild zu sehen. |
| Karow         | Ws18       | Streckfußstraße ggü.11 Lage               | dreiteilige Säule                    | 10–15 m     | 1990 | Der Karower Straßenbrunnen 18 steht in der Siedlung im Nordwinkel von Berliner Außenring und Stettiner Bahn. Der Brunnen befindet sich an der Ostseite der Streckfußstraße, 20 Meter von deren Südostecke mit der Kerner Straße. Das angrenzende Grundstück ist Kernerstraße 13, der Standort dadurch gegenüber von Streckfußstraße 11. Pumpensäule und runder Ablaufrost befinden sich auf einer betonierten Fläche zwischen dem Rasenstreifen, der die Gehwegplatten und Straßenland trennt. Das Hinweisschild „Kein Trinkwasser“ aus dem Bezirk Weißensee ist durch ein neueres Rotumrandetes ersetzt. |
| Weißs         | Ws19       | Streustraße 55 Lage                       | einteilige Säule                     | 15–20 m     | 1970 | Der Brunnen steht am Straßenrand gegenüber vom Haus Streustraße 79. Auf dem anliegenden Grundstück Streustraße 55/56 und Goethestraße 25 befand sich eine Gewerbe-/ Lagerfläche die im Jahr 2017/2018 bebaut wird. Der kurze Auslauf ist an einem runden Ansatz am Pumprohr angeschraubt und endet über dem viereckigen Ablaufrost der in die Straßenentwässerung leitet. Die Brunnen-Anlage steht auf einer Betonfläche zur Bordsteinkante 15 Meter von der Nordwestecke Goethestraße entfernt. |
| Weißs         | Ws20       | Günter-Litfin-Straße 27 Lage              | dreiteilige Säule                    | 10–15 m     | 1970 | Der Straßenbrunnen Nummer 20 im Ortsteil Weißensee des Berliner Bezirks Pankow steht vor dem Grundstück Günter-Litfin-Straße 27 und 15 Meter von deren Südostecke mit Straße 206. Die dreiteilige Pumpensäule mit langem Auslauf steht auf dem Grünstreifen, der an der Straßennordseite den Gehweg vor dem Garagengrundstück ersetzt. Mit zwei Metallrohren, die die Betonfläche begrenzen, wird die Säule vor anfahrenden Autos geschützt. Der Abfluss überschießenden Wassers erfolgt in einen viereckigen Rost. |
| Weißs         | Ws21       | Hamburger Platz 10 Lage                   | einteilige Säule                     | 15–20 m     | 1965 | Der Straßenbrunnen Nummer 21 im Ortsteil Weißensee des Berliner Bezirks Pankow steht vor der Friedhofsecke am Nordosten des Platzes, wobei der Friedhof die Adresse Hamburger Platz 10 (Gustav-Adolf-Straße 29 / Pistoriusstraße 62) besitzt. Er steht wenige Meter an der Einmündung der Pistoriusstraße. Der Hinweis Kein Trinkwasser ist rotumrandet. Die Aufstellung mit dem runden Abflussrost steht auf der Kleinpflasterfläche neben den Platten des Gehwegs. |
| Weißs         | Ws22       | Joe-May-Platz Lage                        | einteilige Säule                     | 4–7 m       | 1990 | Der Straßenbrunnen Liebermannstraße 15 steht auf dem mittlerweile als Joe-May-Platz benannten Dreieckfläche im Ortsteil Weißensee der Berliner Bezirks Pankow. Der Straßenbrunnen gehört zur Notwasserversorgung und ist als „Bundesbrunnen“ dem Katastrophenschutz zugeordnet. Das zwei Meter große einteilige Pumpenrohr ist bodengleich auf dem Quellstandrohr aufgeflanscht. Am oberen Ende ist eine Befestigung für den Pumpenschwengel aufgeschweißt, dieser besitzt am Handgriff eine grob geformte Kugel zum Kraftausgleich. Der Ablauf von überfließendem Wasser erfolgt durch eine Bodenplatte mit einem halben Rost in das Abwasser der Straßenentwässerung. Am Rohrschaft ist eine Markierung „Kein Trinkwasser“, die nach der Gestaltung bereits vor dem Jahr 2000 im Altbezirk Weißensee angebracht wurde. |
| Weißs         | Ws23       | Gartenstraße ggü. 41 Lage                 | dreiteilige Säule                    | 15–20 m     | 1990 | Der Straßenbrunnen gegenüber der Gartenstraße 41 einige Meter von der Einmündung zur Indira-Gandhi-Straße gehört zur Notwasserversorgung für den Zivilschutz. Er steht am Straßenrand vor der Mauer des Grundstücks Gartenstraße 1, des St. Joseph-Krankenhauses Berlin-Weißensee. Der Brunnen ist mit „Kein Trinkwasser“ markiert. Das zwei Meter lange Pumpenrohr besteht aus drei zusammengeflanschten Rohren, dessen unterer halbmeterlanger Teil auf dem Standrohr aufgeschraubt sind. Am unteren Teil des mittleren Rohres, der etwas dicker ist, wurde an einem Stutzen der Auslauf von knapp 50 cm angeschraubt. An dieser Art der Brunnen ist am Ablaufbogen ein Haken zum Aufhängen von Eimern vorhanden. Die oberen 50 cm des dritten Rohrteils tragen den Schwengel zum Pumpen per Hand, wobei am Handgriff eine wohlausgeformte Kugel von 15 cm Durchmesser aufgesetzt ist. Für überlaufendes Wasser beim Pumpen befindet sich eine halb durch ein Rost abgedeckte Platte, die den Ablauf in das Abwassersystem der Straßenentwässerung ermöglicht. Dieser Brunnen des Zivilschutzes gehört dem Land Berlin. |
| Karow         | Ws24       | Schräger Weg 37 Lage                      | dreiteilige Säule                    | 15–20 m     | 1965 | Diese Pumpsäule wurde vor etwa vier Jahren um 2014 bei einem Verkehrsunfall umgefahren und durch eine neue ersetzt. Seither soll durch die üblichen Bogenrohre ein erneuter Anstoß gedämpft werden. Der Standort liegt vor dem Schrägen Weg 37 (Grundstücksgrenze Schräger Weg 37a) am Straßenrand. Der übliche Grasstreifen zwischen befestigtem Gehweg und Straßenland ist hier asphaltiert, wobei der Brunnen selbst auf einer Betonfläche steht, in der unter der Austrittstülle beim Gießen eine Rinne als Abfluss gezogen wurde. Der Brunnen steht etwa 40 Meter von der Ecke Spinolastraße entfernt. Dieser Brunnen des Zivilschutzes gehört dem Land Berlin. |
| Blanb         | Ws25       | Burgwallstraße 26c Lage                   | Krausebrunnen                        | 20–30 m     | 1930 | Der Straßenbrunnen steht am Straßenrand in der Burgwallstraße vor dem zweigeschossigen Eckwohnhaus 26c und so 15 Meter von der mündenden Rheinfelsstraße entfernt an der südlichen Seite. Das Auslaufrohr parallel zur Straße endet über dem runden, halboffenen Abfluss. Der Standort auf dem unbefestigten Gehweg liegt auf einer zwei mal halben Meter großen Betonfläche. Die drei Siedlungshäuser auf Burgwallstraße 26 wurden (wohl) in den 1950er Jahren erbaut. Das Pumpengehäuse stammt aus den 1920er Jahren von der Firma Krause in Neusalz a.d.Oder, der Eigner des Brunnens ist der Bund, genutzt für den Katastrophenschutz. Das rotumrandete Hinweisschild „Kein Trinkwasser“ weist auf die Nutzungseinschränkung hin. Der Flurabstand des Grundwassers für den Brunnen in der Siedlung zwischen A114 und Stettiner Bahn ist trotz der Entfernung von 300 Metern zur Panke und dem zur Oberonstraße hinliegenden Graben recht groß. |
| Weißs         | Ws26       | Herbert-Baum-Straße 21 Lage               | dreiteilige Säule                    | 15–20 m     | 1990 | Der Straßenbrunnen Ws26 im Ortsteil Weißensee des Berliner Bezirks Pankow zählt als „Bundes“brunnen zum Katastrophenschutz. Die dreiteilige Pumpenröhre des Brunnens steht an der Nordwest-Ecke Herbert-Baum-/ Meyerbeerstraße vor dem Grundstück Herbert-Baum-Straße 22, auf dem sich die BIP-Kreativitätsgrundschule befindet. (In den 1970er Jahren wurde die 18. Oberschule mit der Adresse Meyerbeerstraße 64 erbaut.) Der Brunnen besteht aus drei mit Flanschen zusammengeschraubten Rohren und steht am Straßenrand gegenüber vom Haus Herbert-Baum-Straße 21. Am angeflanschten Ablaufrohr befindet sich ein Haken, um einen Eimer zu befestigen, während mit dem Schwengel das Wasser gepumpt wird. Der Überlauf mit einer Rostplatte abgedeckt führt in die Straßen-Regenwasserentsorgung. Für den Pumpvorgang ist zum Gewichtsausgleich am Handgriff eine wohlgeformte Kugel aufgesetzt und zum Dämpfen beim Aufschlagen am Pumprohr ein Hartgummiblock. |
| Karow         | Ws27       | Jungbornstraße 62 Lage                    | dreiteilige Säule                    | 15–20 m     | 2010 | Der Karower Straßenbrunnen 27 steht auf dem Rasenstreifen zwischen Straße und Straßenland an der Südostecke Jungbornstraße 62/Sulzer Straße. Das angrenzende Grundstück ist Jungbornstraße 62. Die Brunnensäule und der unmittelbar unter dem kurzen Austritt liegende runde Abflussrost befinden sich auf einer 2 m × 0,5 großen Betonplatte innerhalb der Rasenfläche. |
| Karow         | Ws28       | Straße 45, Nr. 25 Lage                    | dreiteilige Säule                    | 15–20 m     | 1990 | Dieser Straßenbrunnen besteht aus den drei Teilen Sockel, Kolbengestänge mit Auslauftülle und Kappe mit Lagerung und Drehpunkt des Handschwengels. Die Pumpensäule steht auf einer zwei Meter mal Halbmeter großen Betonfläche im Rasenstreifen an der Nordwestecke der Straße 45 zur Straße 49. Die Lage befindet sich vor dem Grundstück Straße 45 #25. An der Säule befindet sich das Schild Kein Trinkwasser mit rotem Rand. Von Interesse ist das dieser Brunnen dem Land Berlin gehört und für den Zivilschutz im Einsatz ist. |
| Weißs         | Spielplatz | Bizetstraße 64                            | kindergerechte Plumpe                | 15–20 m     | 2010 | Im Garten der Kreativitätsgrundschule Pankow Bizetstraße 64 zur Ecke Herbert-Baum-Straße befindet sich ein Matschspielplatz mit einer Handpumpe. Diese gehört zur Einrichtung der Kreativgrundschule und des Kreativkindergartens der Bildung und innovative Pädagogik Berlin-Pankow. Diese aufgestellte „Plumpe“ hat einen kürzeren und leichter zu bedienenden Schwengel. Das Wasser der Pumpe fließt in eine Holzrinne, außerdem ist ein Steinquader mit Anschluss an die Trinkwasserversorgung und ein Steinbecken aufgestellt. Im Winterhalbjahr wird diese Anlage (wohl) wegen Frostgefahr eingelagert. |

- PB048: Prenzlauer Berg, Kopenhagener Straße 11: Der Brunnen ist für die 2020er Jahre als Überbohrung für eine Neu-/ Wiederaufstellung vorgesehen.
- W0029: Weißensee, Herthastraße 1c: Der Brunnen ist für die 2020er Jahre als Überbohrung für eine Neu-/ Wiederaufstellung vorgesehen.
- W0030: Weißensee, Scharnweberstraße 4: Der Brunnen ist für die 2020er Jahre als Überbohrung für eine Neu-/ Wiederaufstellung vorgesehen.

## OpenStreetMap
- Straßenbrunnen im Bezirk auf OpenstreetMap
- Straßenbrunnen in Berlin - OpenStreetMap Wiki. In: wiki.openstreetmap.org. 21. Juni 2010, abgerufen am 8. Februar 2018 (englisch).